# Jakarta
Pour les articles homonymes, voir Jakarta (homonymie).

Logotype de Jakarta.

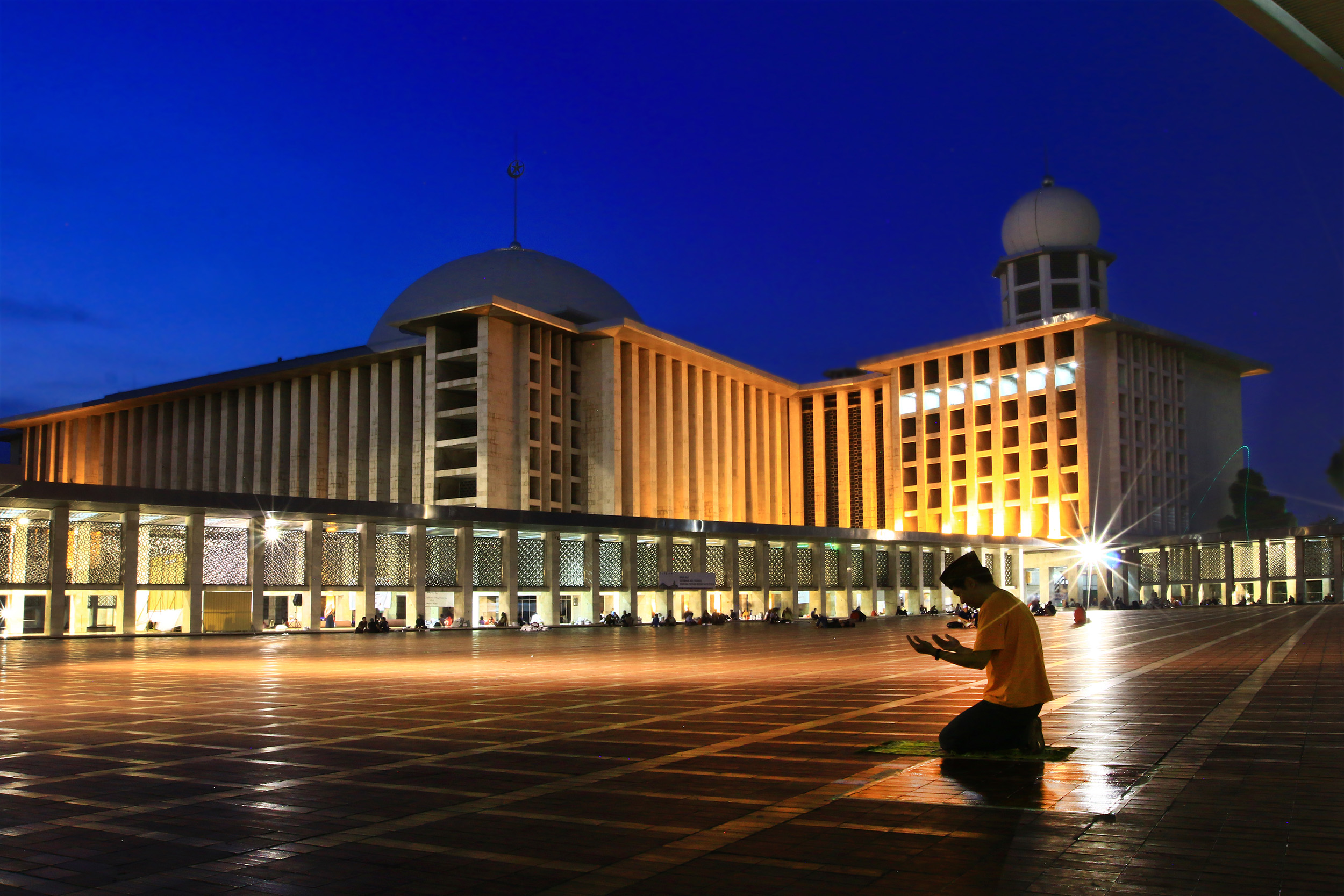
Mosquée Jakarta

Jakarta (prononcé en indonésien : /d͡ʒaˈkarta/), également écrit Djakarta en français, est la ville la plus peuplée de l'Indonésie. Capitale du pays depuis 1949 (elle sera remplacée à ce titre par Nusantara), elle constitue une subdivision de premier niveau de même rang que les provinces sous le nom de territoire spécial de Jakarta, en indonésien Daerah Khusus Ibukota Jakarta. La ville est familièrement surnommée « le grand Durian », en particulier par les médias anglophones, du nom de ce fruit emblématique de l'Indonésie, par analogie à la « Grosse Pomme ».
Située à l'extrémité nord-ouest de l'île de Java, elle est traversée par le fleuve Ciliwung qui se jette dans la baie de Jakarta. Centre important des royaumes hindou-bouddhiques de Sunda puis de Pajajaran sous le nom de Kalapa, elle devient Jayakarta en 1527 après sa conquête par le sultanat de Banten. Les Néerlandais la rebaptisent Batavia en 1619 et en font la capitale de facto des Indes orientales néerlandaises. Le 17 août 1945, Soekarno et Mohammad Hatta proclament l'indépendance de l'Indonésie, la ville reprend alors le nom de Jakarta — qui à l'époque coloniale était resté dans la toponymie, comme l'indique le nom d'une route, Jacatraweg, « route de Jacatra » — et devient la nouvelle capitale de l'Indonésie à la fin de la guerre d'indépendance en 1949.
Jakarta est une ville mondiale, la ville intra-muros couvre une superficie de 664 km2 pour une population de 9 756 944 habitants en 2012 tandis que la conurbation appelée Jabodetabek, qui englobe également les villes voisines de Bogor, Depok, Tangerang et Bekasi, dépassait les 28 millions d'habitants en 2010, ce qui en fait la deuxième métropole du monde par la population, juste derrière Tokyo. C'est à Jakarta que se trouve l'Indonesia Stock Exchange ainsi que le secrétariat général de l'association des nations de l'Asie du Sud-Est (ASEAN). Le port de Tanjung Priok et l'aéroport international Soekarno-Hatta, troisième aéroport d'Asie, complètent la connexion de la métropole aux grands réseaux mondiaux.
Jakarta étant fortement menacée par la montée du niveau de la mer car la ville s'enfonce sous l'effet de l'urbanisation et du pompage excessif des eaux souterraines, le gouvernement annonce en 2019 sa décision de transférer la capitale dans une autre ville, initialement à l'horizon 2024,, nommée Nusantara. Des travaux sont entrepris sur les lieux choisis pour l’emplacement de cette future capitale. À l’échéance prévue, les travaux ont pris un retard considérable, mais le président célèbre la fête nationale à Nusantara alors que le vice-président fait de même à Jakarta.

## Géographie

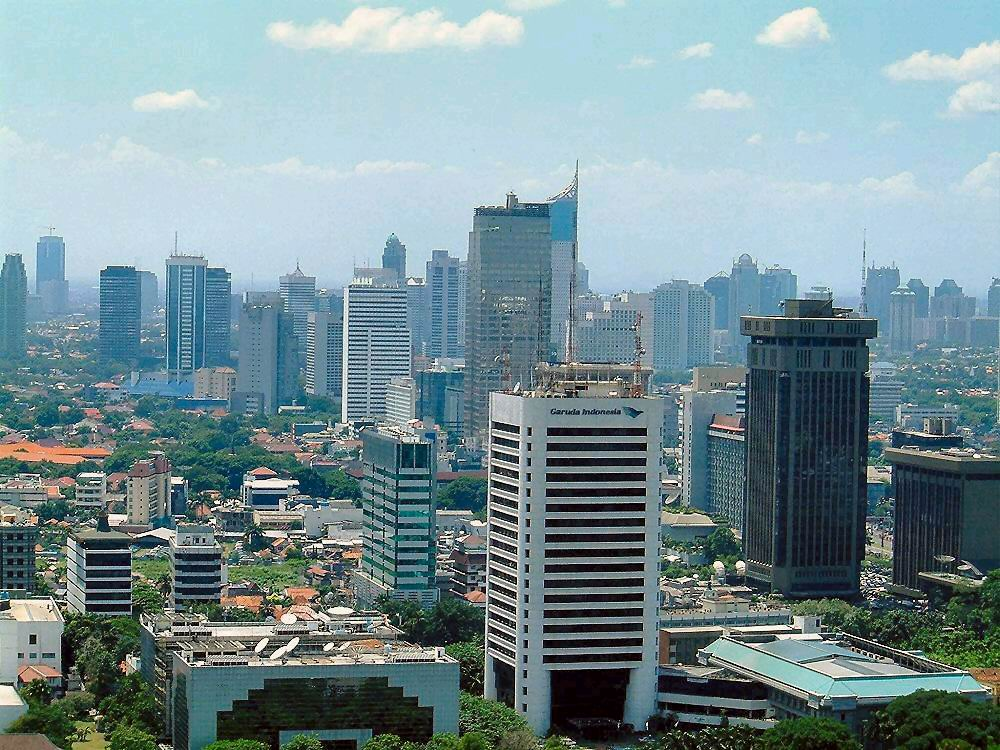
Panorama urbain de Jakarta.

Jakarta est située à 902 km au sud-sud-est de Singapour, à 1 188 km au sud-sud-est de Kuala Lumpur, à 1 528 km au sud-ouest de Bandar Seri Begawan, la capitale du sultanat de Brunei, et à 2 725 km à l'ouest-nord-ouest de Darwin, en Australie.
La ville se trouve sur les bords d'une baie située sur la côte nord de l'île de Java et est arrosée par la Ciliwung.

### Étalement urbain
Jakarta est à la fois une métropole qui concentre les fonctions de commandement et une mégapole, une ville géante qui s'étale. L'étalement urbain prend la forme d'interminables banlieues et de kampungs puis de desakota, c'est-à-dire un paysage de ville-village, dans un rayon de plusieurs dizaines de kilomètres autour de la ville-centre.

### Richesse et pauvreté
La ville est à la fois un îlot de richesse à l'échelle de l'Indonésie et une ville concentrant un très grand nombre de personnes pauvres, en considérant le seuil mondial de pauvreté fixé par l'ONU. La précarité s'observe en particulier dans certains kampungs, ces villages urbains (mais pas tous) sont très défavorisés. Elle se traduit par des difficultés dans l'accès aux services urbains, et particulièrement dans l'accès à l'eau.

### La question de l'eau et de l'accès à l'eau

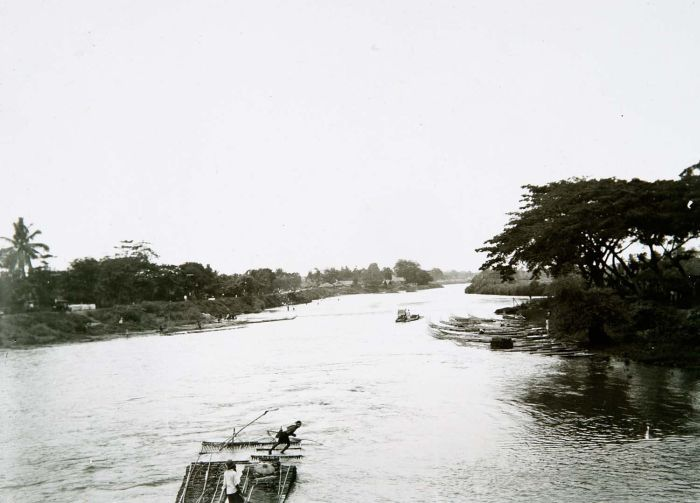
La rivière Mookervaart, cours d'eau de Jakarta utilisé pour le contrôle des inondations, (début du XXe siècle).

Le nord de la ville construite dans un bassin plat ne s’élève qu’à quelques mètres au-dessus du niveau de la mer (moyenne de sept mètres d'altitude).
Dans certains quartiers, les bâtiments s’enfoncent de 10 à 15 centimètres par an, selon l’Institut technologique de Bandung. Les années 2010 ont été marquées par une accélération du phénomène, en particulier dans le nord de la ville, où les habitants sont pauvres. En 2019, plus de la moitié de la ville se trouve sous le niveau de la mer.
Faute d’accès à l’eau potable (seuls 40 % de la population sont reliée au service public de l’eau), les habitants sont amenés à pomper massivement pour leur propre compte dans la nappe phréatique. Une pratique interdite mais dans les faits tolérée. En conséquence, le sous-sol se dessèche rapidement et le sol tend à s’enfoncer, aggravant les inondations en période de mousson et de crue du fleuve.
D'après le responsable associatif Nicolas Heeren : « Les autorités indonésiennes ont pris conscience du problème en s’engageant dans un vaste programme de protection et d’aménagement de l’espace métropolitain et de la baie de Jakarta, pour faire barrage à la montée de la mer. Sauf que la croissance démographique et économique perdure. En témoigne le projet de construction de polders (étendues artificielles de terre gagnées sur l’eau), qui doit permettre de poursuivre la croissance urbaine des prochaines décennies. C’est un projet urbanistique gigantesque, mais qui se fait au détriment des petits pêcheurs. Et de l’environnement. »

#### La pollution des rivières
Selon les autorités responsables des ressources en eau à Jakarta, en 2020, les rivières dans Jakarta ne permettaient en 2018 que de répondre à 2,2 % de la demande en eau potable tant elles étaient polluées. Cette eau potable provenait essentiellement de la rivière Krukut (en).
Une étude de scientifiques indonésiens et japonais publiée en août 2022 et menée sur six cours d'eau parmi les treize qui parcourent Jakarta montre que la pollution due aux activités humaines est à 74 % composée de plastique,.

#### Une ville qui s'enfonce
La ville est construite sur un marécage à la confluence de plusieurs rivières. L'urbanisation rapide et mal contrôlée avec la construction de nombreux bâtiments, ainsi que le pompage de l'eau des nappes phréatiques, provoquent l'affaissement de Jakarta.

### Climat
Jakarta possède un climat équatorial, caractérisé par une chaleur humide constante, accentuée entre novembre et mai. Elle se situe sur la trajectoire des vents de mousson, nord-ouest - sud-est dans cette région.
| Mois                              | jan. | fév. | mars | avril | mai  | juin | jui. | août | sep. | oct. | nov. | déc. | année |
| --------------------------------- | ---- | ---- | ---- | ----- | ---- | ---- | ---- | ---- | ---- | ---- | ---- | ---- | ----- |
| Température minimale moyenne (°C) | 24,2 | 24,3 | 25,2 | 25,1  | 25,4 | 24,8 | 25,1 | 24,9 | 25,5 | 25,5 | 24,9 | 24,9 | 25    |
| Température maximale moyenne (°C) | 29,9 | 30,3 | 31,5 | 32,5  | 32,5 | 31,4 | 32,3 | 32   | 33   | 32,7 | 31,3 | 32   | 31,8  |
| Précipitations (mm)               | 385  | 310  | 100  | 258   | 133  | 83   | 31   | 34   | 39   | 33   | 175  | 84   | 1 665 |

### Pollution de l'air
Jakarta dépasse régulièrement de 4 à 5 fois les recommandations de l’Organisation mondiale de la santé relatives à la pollution atmosphérique.

## Histoire

### Origines
Le plus ancien vestige écrit trouvé à Jakarta est l'inscription dite « de Tugu » trouvée dans le quartier du même nom dans le nord de Jakarta. Cette inscription, écrite en sanskrit et en écriture pallava, mentionne un royaume du nom de Tarumanagara et son roi Purnawarman qui, en cet endroit, a fait construire un canal de 10 km vers la mer. On la date du Ve siècle.
Jakarta est située à l'embouchure du fleuve Ciliwung. C'était autrefois l'emplacement d'un port actif nommé Kalapa (« noix de coco » en malais et en soundanais). Kalapa était le principal débouché maritime du royaume hindouiste de Pajajaran dont la capitale, Pakuan, se trouvait en amont du Ciliwung, sur le site de l'actuelle Bogor, 60 km au sud de Jakarta. En 1513, une ambassade portugaise vient à Kalapa. Un traité est signé en 1522 avec Pajajaran, qui autorise les Portugais à construire un entrepôt et un fortin à l'embouchure de la Ciliwung.
Pajajaran espérait que la présence de marchands étrangers et de soldats portugais le protégerait contre la puissance montante du royaume musulman de Demak dans le centre de Java. Demak avait conquis Cirebon à l'est et Banten à l'ouest. En 1527, Fatahillah, un prince de Banten, conquiert Kalapa et la rebaptise Jayakarta (« acte victorieux » en sanskrit).

### Époque coloniale
En 1596, une flottille néerlandaise commandée par Cornelis de Houtman fait escale à Jayakarta. Le prince Jayawikarta, vassal de Banten, les autorise à construire un fort et deux entrepôts. Il fait de même avec les Anglais, ce qui entraîne des heurts entre les deux communautés. Banten, qui désapprouve l'action de son vassal, le destitue.
En 1619, Jan Pieterszoon Coen, gouverneur général de la VOC (Vereenigde Oostindische Compagnie ou Compagnie néerlandaise des Indes orientales), installée depuis 1605 à Ambon dans les Moluques, conquiert à son tour Jayakarta. Sur ses ruines, il fonde Batavia.
Le sultan Agung, souverain de Mataram dans le centre de Java, attaque deux fois Batavia sans succès, en 1628 et en 1629. Batavia peut résister parce qu'elle est ravitaillée par mer, alors qu'Agung n'a pas de bateaux, parce qu'il a contraint les principautés qu'il a conquises à détruire leurs flottes. En outre, ses alliés javanais le trahissent.
Des gravures du XVIIe siècle montrent une Jacatraweg, « route de Jacatra », qui menait à un fortin, Fort Jacatra, construit par les Hollandais en 1656 et démantelé en 1808. Son emplacement était à l'embouchure de la rivière Ciliwung dans le nord de Jakarta. Jacatraweg s'appelle aujourd'hui Jalan Pangeran Jayakarta, « rue du prince Jayakarta » (en fait Jayawikarta, dernier prince de Jayakarta au début du XVIIe siècle).
En 1799, la VOC est déclarée en faillite. Le gouvernement néerlandais confisque ses actifs et Batavia devient la capitale des Indes néerlandaises.

### L’Indonésie indépendante

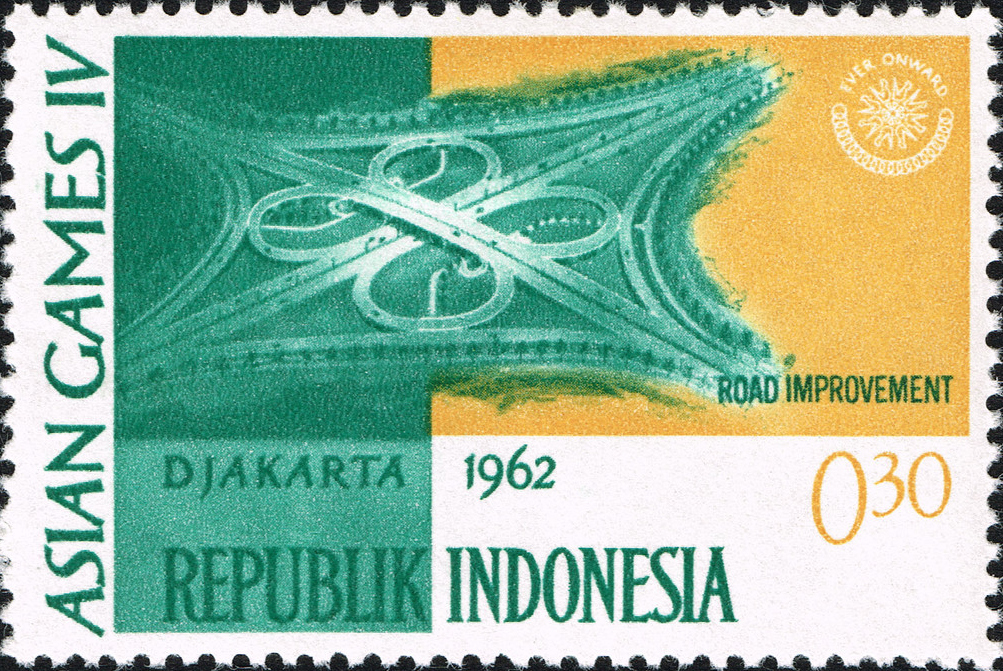
Un timbre promouvant la construction d'infrastructures pour les Jeux asiatiques de 1962.

L'Indonésie indépendante redonne à la ville son nom d'origine de Jakarta.
La ville a accueilli à deux reprises les Jeux asiatiques. Pour l'édition de 1962, de nombreuses infrastructures ont été construites, comme le stade Gelora-Bung-Karno et le stade aquatique Gelora-Bung-Karno, l'Hôtel Indonesia et plusieurs autoroutes. En 2018, pour la 18e édition des Jeux, la construction du métro a été accéléré, ainsi que la réfection des routes ou encore le développement du réseau du TransJakarta. Un village des athlètes a été construit près du complexe sportif GBK et de nouvelles infrastructures sportives y ont été construites.
Le 26 août 2019, le président Joko Widodo annonce que la capitale va être transférée dans une autre ville, alors pas encore construite, située sur l'île de Bornéo, à cause des très nombreux problèmes écologiques auxquels est confrontée Jakarta (lire ci-dessous.). Le 17 août 2024 Jakarta aurait dû perdre officiellement son titre de capitale au profit de Nusantara, mais le retard dans les travaux ne permet rien de concret.

### Galerie

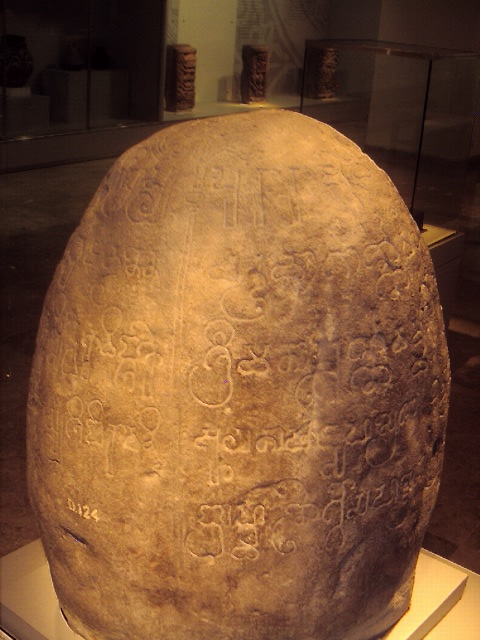
L'inscription de Tugu.
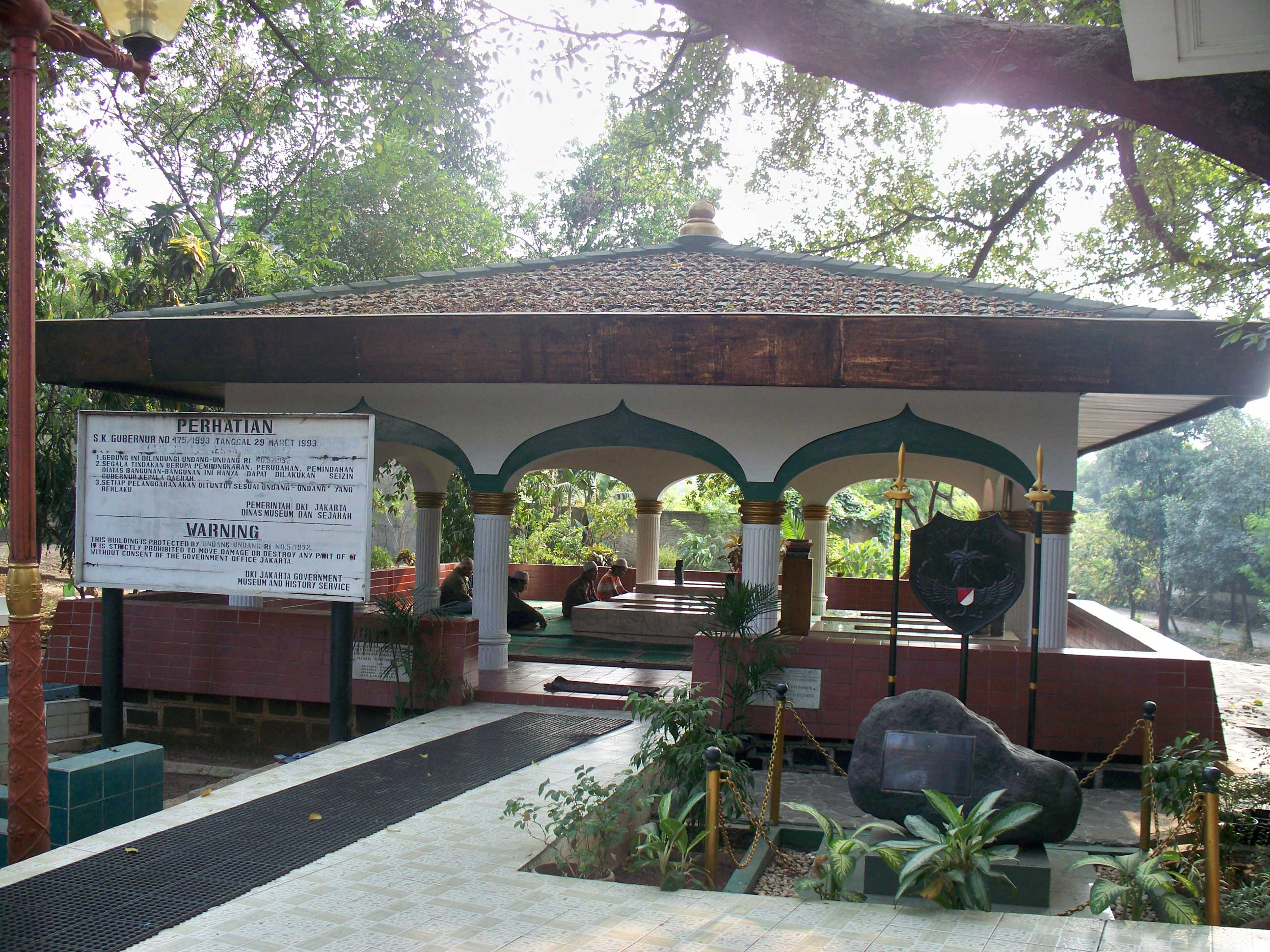
La tombe du prince Jayakarta à Pulo Gadung.
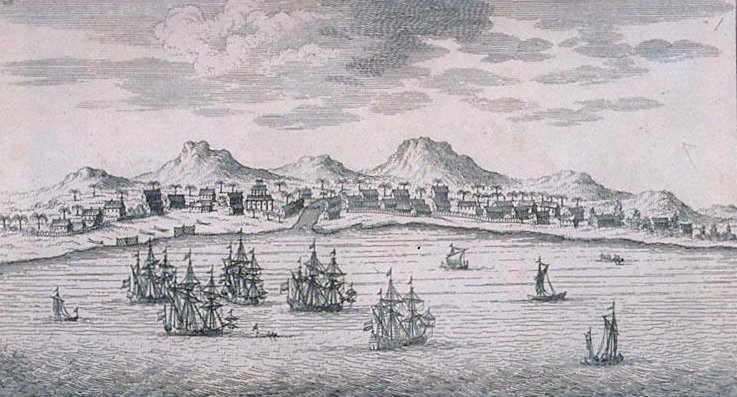
Jayakarta vers 1605-1608.
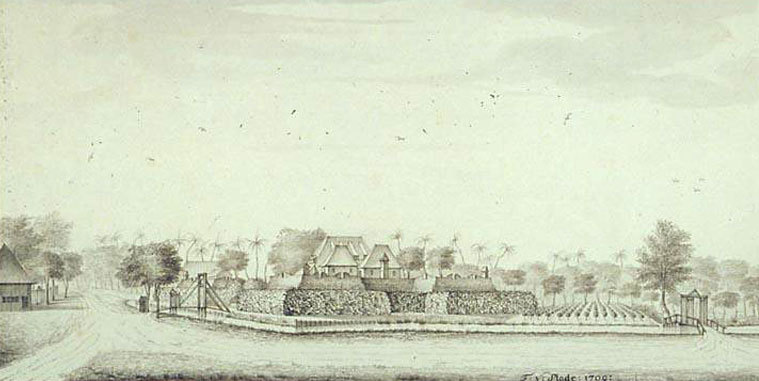
Le fort Jacatra en 1709.
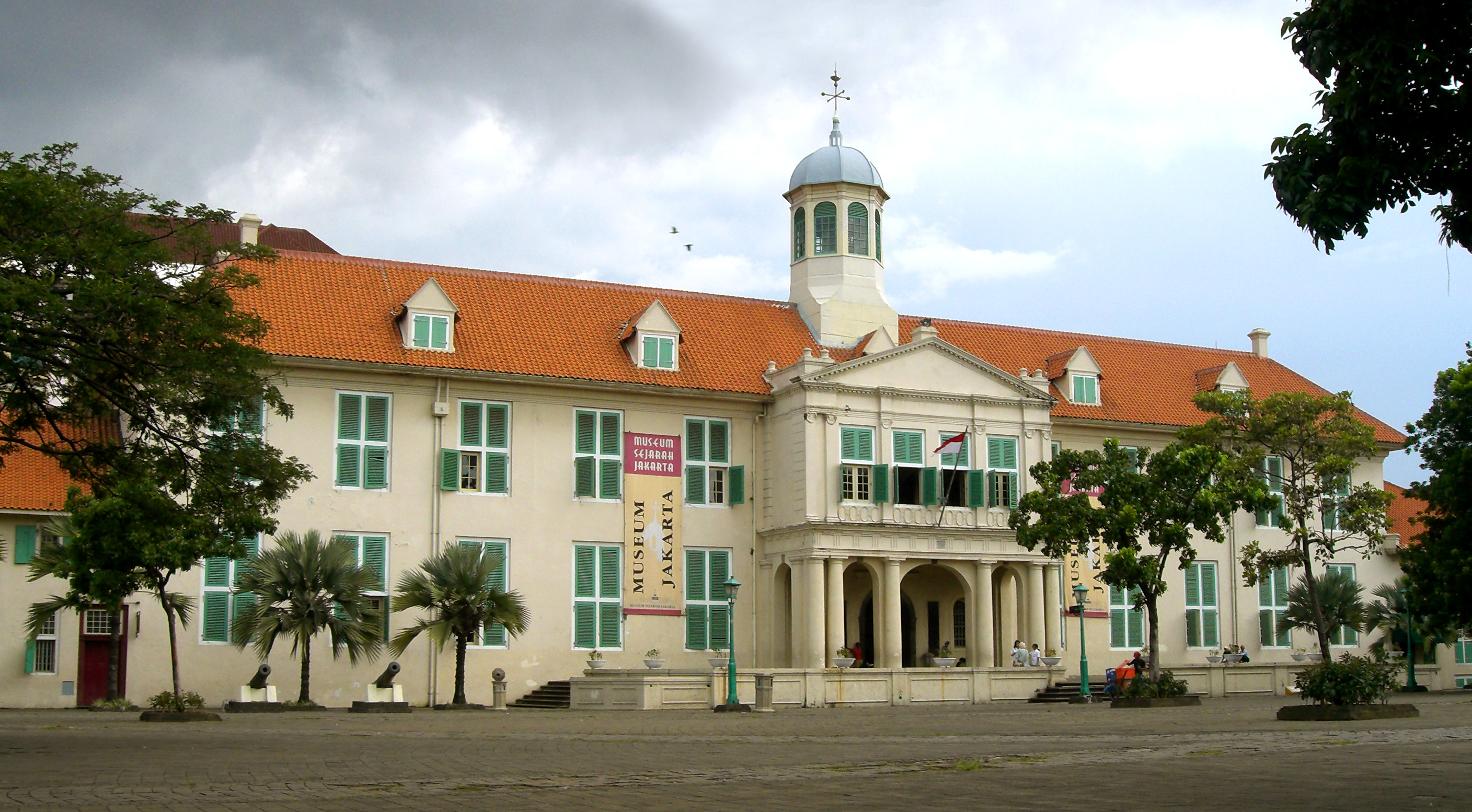
L'ancien Stadhuis de Batavia.
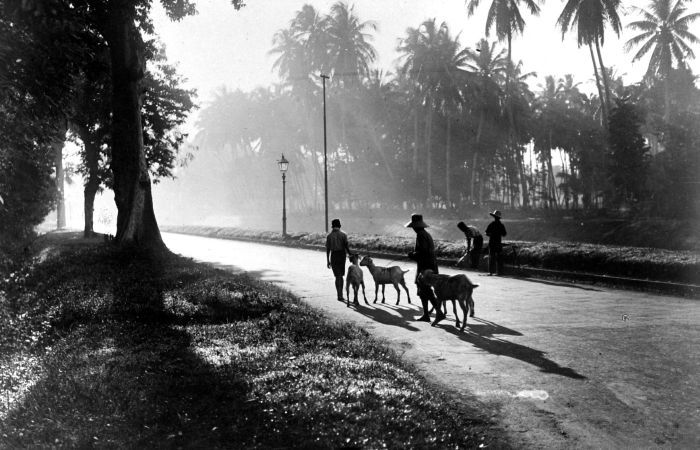
La Jacatraweg (aujourd'hui Jalan Pangeran Jayakarta) au début de XXe siècle.
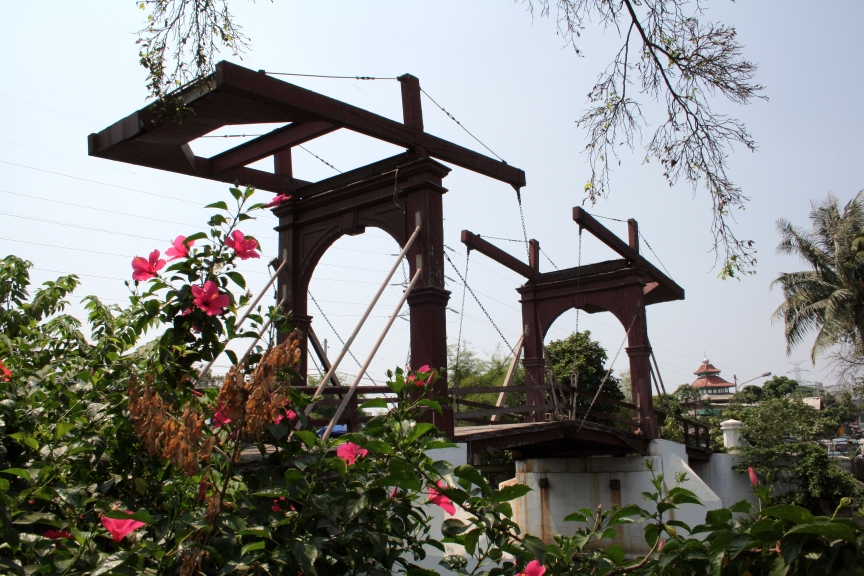
Le pont-levis dans la vieille ville de Jakarta.
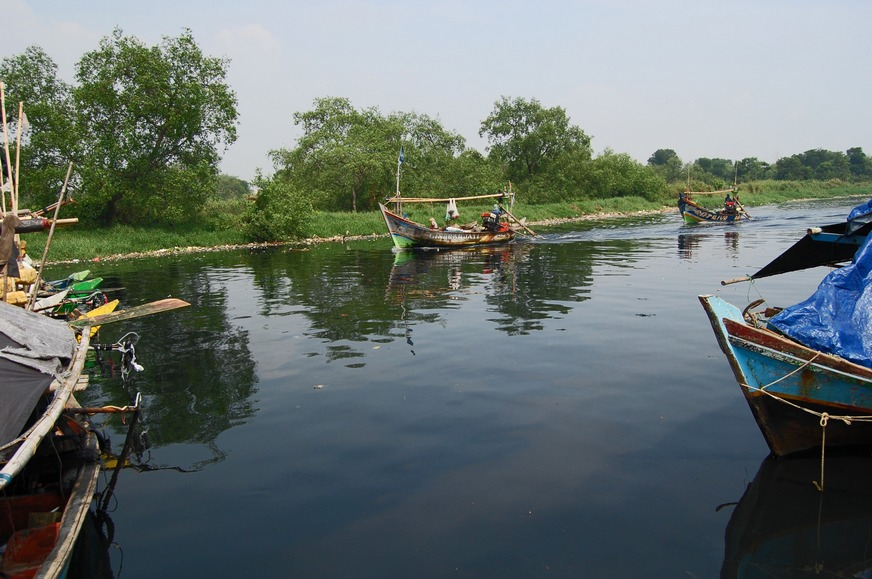
Le quartier de Muara Angke dans le nord de Jakarta.
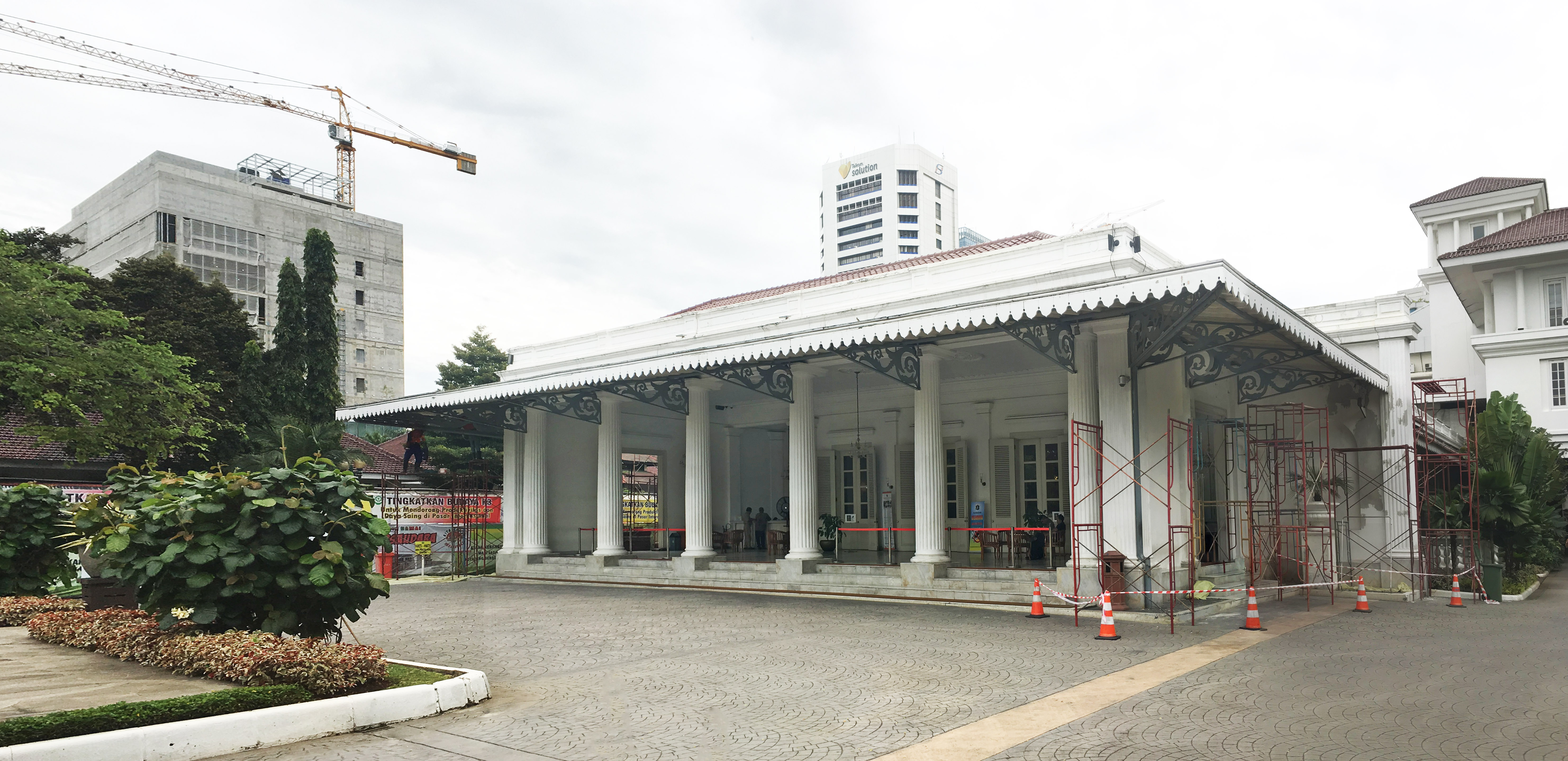
Le bureau du gouverneur, construit à l'époque de la colonisation néerlandaise, fait partie de l'Hôtel de ville de Jakarta.

## Politique et administration

### Politique nationale
Capitale de la république d'Indonésie, Jakarta est le siège de l'Assemblée délibérative du peuple (MPR), du gouvernement et du chef de l'État (palais de l'Indépendance). Du fait de la grande difficulté à restructurer son urbanisme, le gouvernement indonésien envisage de déplacer la capitale à Palangka Raya.

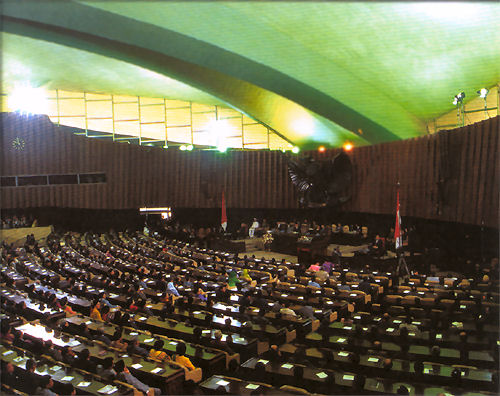
L'Assemblée délibérative du peuple en session.
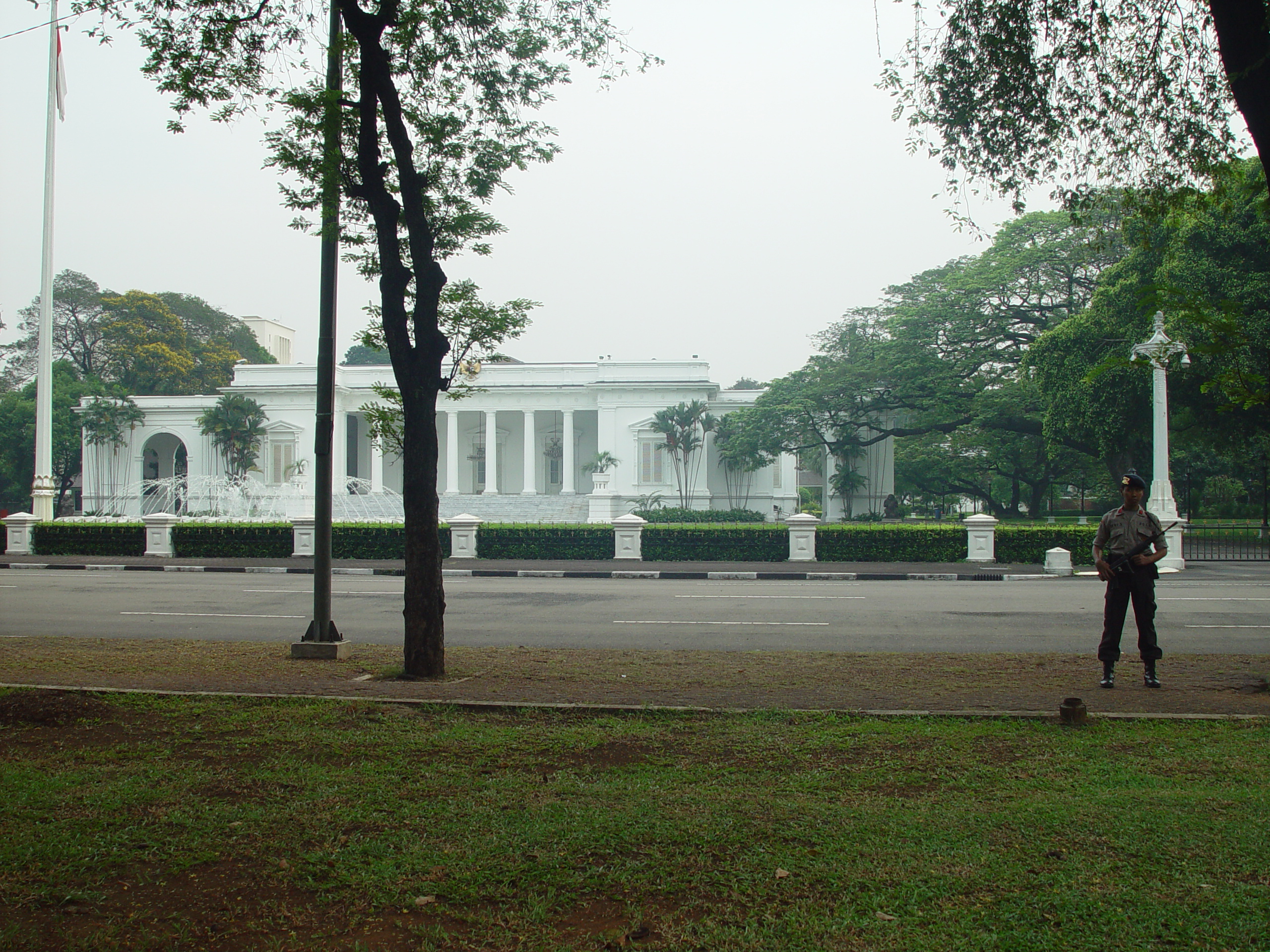
Le palais de l'Indépendance (palais présidentiel).

### Transfert de la capitale
Le 26 août 2019, le président indonésien, Joko Widodo, annonce que la capitale de l'Indonésie va être transférée dans une autre ville, Nusuntara, dont la construction commencera en 2020 au milieu de la jungle tropicale de l'île de Bornéo, à plus de 1000 km de Jakarta, dans la province de Kalimantan et le district de Penajam Paser Utara et Kutai Kartanegara, car Jakarta est confrontée à de nombreux problèmes écologiques : expositions aux catastrophes naturelles (plus fréquentes sur l'île de Java où se trouve Jakarta que sur celle de Bornéo), surpopulation (mégapole de 30 millions d'habitants), et surtout énormément de pollution de l'air et des inondations fréquentes du fait des pluies, de la montée des océans et de l'affaissement de la ville sous la mer de 18 cm par an en raison du pompage intensif de l’’eau souterraine pour alimenter la ville,. Le nouvel emplacement a été choisi car il est plus à l'abri des catastrophes naturelles et est proche des grandes aires urbaines indonésiennes, mais pose des inquiétudes par rapport à l'impact sur la biodiversité très riche qui se trouve dans ces jungles,. Le 17 août 2024, à l'occasion de la fête nationale indonésienne, Nusantra est désignée nouvelle capitale, au détriment de Jakarta. Néanmoins, le déménagement des institutions n'est pas effectif et aucune date de transfert n'a été fixée et le président déclare que cela « prendra probablement des décennies »,.

### Administration locale

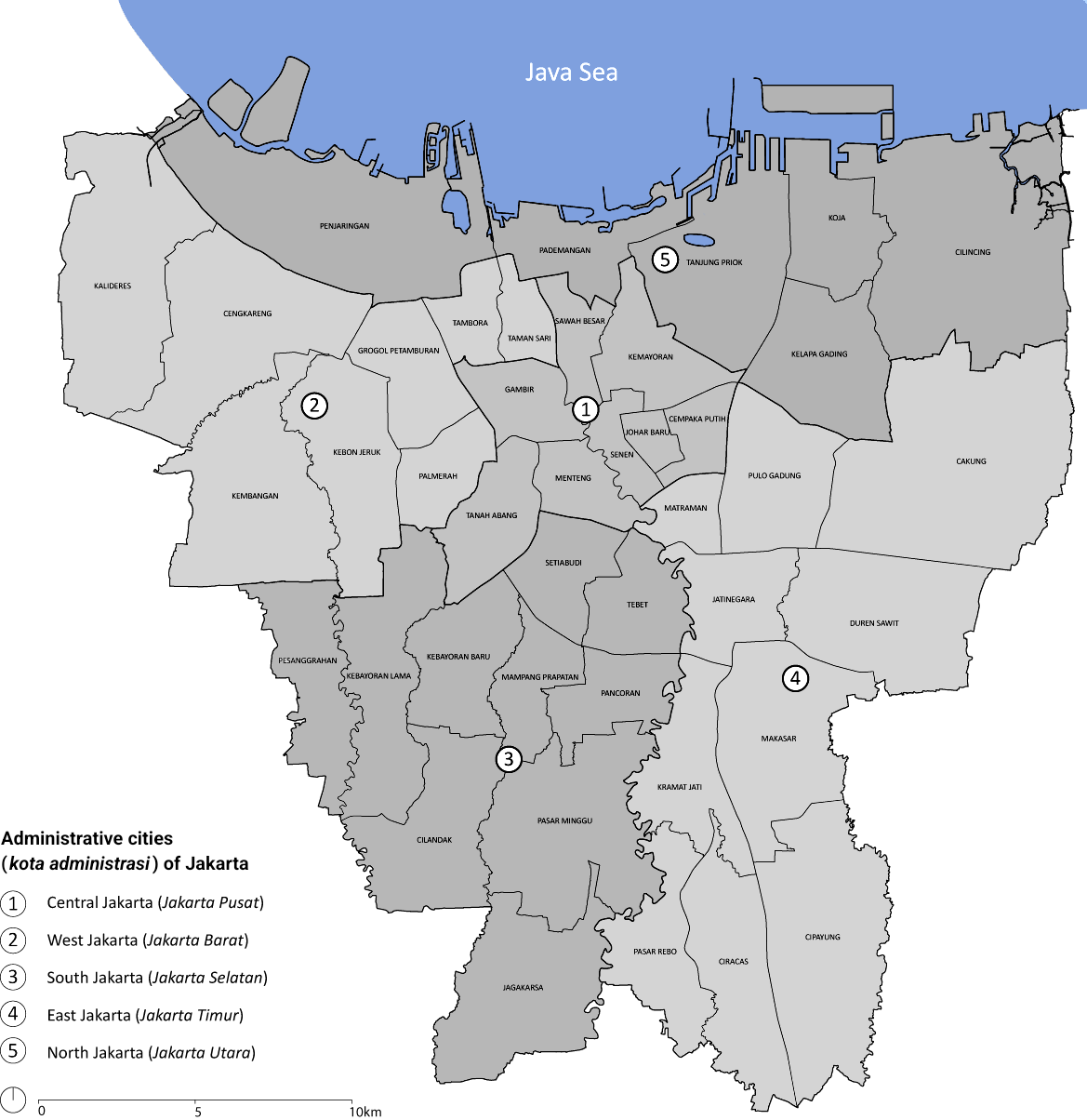
Les municipalités et districts de Jakarta.

Le territoire de Jakarta, en indonésien Daerah Khusus Ibukota, littéralement « territoire spécial de la capitale », a le statut de province et est administrée par un gouverneur élu au suffrage direct depuis 2007. La fonction est occupée par Anies Baswedan depuis 2017.
Il est divisé en cinq kota (municipalités) :
1. Jakarta-Centre (Jakarta Pusat)
2. Jakarta-Ouest (Jakarta Barat)
3. Jakarta-Sud (Jakarta Selatan)
4. Jakarta-Est (Jakarta Timur)
5. Jakarta-Nord (Jakarta Utara)

et un kabupaten (département) :
- les îles Seribu, en indonésien Kepulauan Seribu, littéralement « Mille Îles », au large de la ville.

Ces kota et ce kabupaten ont un caractère administratif, c'est-à-dire qu'à la différence des autres kabupaten et kota d'Indonésie, ils ne possèdent pas d'assemblée territoriale.

## Démographie
Il existe une population qui se considère comme « autochtone » de Jakarta : les Betawi, dont le nom vient de Batavia ancien toponyme de Jakarta durant la colonisation néerlandaise, tant à l'époque du comptoir de la compagnie néerlandaise des Indes orientales (1618-1799) que des Indes orientales néerlandaises (1799-1949).
En 2000, la ville comptait 8,4 millions d'habitants, 9,6 millions en 2010 et elle a atteint 10,6 millions en 2021.

### Évolution démographique
Depuis 1870, l'évolution démographique de Jakarta a été :
| 1870   | 1880    | 1890    | 1901    | 1918    | 1920    |
| ------ | ------- | ------- | ------- | ------- | ------- |
| 65 000 | 102 900 | 105 100 | 115 900 | 234 700 | 253 800 |

| 1930    | 1940    | 1945    | 1950      | 1960      | 1970      |
| ------- | ------- | ------- | --------- | --------- | --------- |
| 435 184 | 530 000 | 600 000 | 1 800 000 | 2 678 740 | 3 915 406 |

| 1980      | 1985      | 1990      | 2000      | 2010      | 2020       |
| --------- | --------- | --------- | --------- | --------- | ---------- |
| 6 700 000 | 7 900 000 | 8 174 756 | 8 389 759 | 9 625 579 | 10 562 088 |

| 2021       | - | - | - | - | - |
| ---------- | - | - | - | - | - |
| 10 609 681 | - | - | - | - | - |

| Histogramme de l'évolution démographique de Jakarta |            |
| \| 1870 \| 65 000 \| \| 1880 \| 102 900 \| \| 1890 \| 105 100 \| \| 1901 \| 115 900 \| \| 1918 \| 234 700 \| \| 1920 \| 253 800 \| \| 1930 \| 435 184 \| \| 1940 \| 530 000 \| \| 1945 \| 600 000 \| \| 1950 \| 1 800 000 \| \| 1960 \| 2 678 740 \| \| 1970 \| 3 915 406 \| \| 1980 \| 6 700 000 \| \| 1985 \| 7 900 000 \| \| 1990 \| 8 174 756 \| \| 2000 \| 8 389 759 \| \| 2010 \| 9 625 579 \| \| 2020 \| 10 562 088 \| \| 2021 \| 10 609 681 \| |            |
| 1870 | 65 000     |
| 1880 | 102 900    |
| 1890 | 105 100    |
| 1901 | 115 900    |
| 1918 | 234 700    |
| 1920 | 253 800    |
| 1930 | 435 184    |
| 1940 | 530 000    |
| 1945 | 600 000    |
| 1950 | 1 800 000  |
| 1960 | 2 678 740  |
| 1970 | 3 915 406  |
| 1980 | 6 700 000  |
| 1985 | 7 900 000  |
| 1990 | 8 174 756  |
| 2000 | 8 389 759  |
| 2010 | 9 625 579  |
| 2020 | 10 562 088 |
| 2021 | 10 609 681 |

### Religions
| Religion       | Population | %      |
| -------------- | ---------- | ------ |
| Islam          | 9 213 730  | 83,67% |
| Protestantisme | 945 089    | 8,58%  |
| Catholicisme   | 432 086    | 3,92%  |
| Bouddhisme     | 399 005    | 3,62%  |
| Hindouisme     | 20 216     | 0,18%  |
| Autres         | 1 736      | 0,02%  |
| Total          | 11 011 862 | 100%   |

## Transports

### Transports en commun
Jakarta est particulièrement touchée par la congestion du trafic routier, en grande partie due aux insuffisances des transports en commun qui encourage l'utilisation de véhicules privés : 13 millions de motocycles et 4,4 millions de voitures en 2018. Tous les jours 2,2 millions de personnes résidant dans l'agglomération se rendent dans la ville pour y travailler. Seulement 20% utilisent les transports en commun.
Le seul système de transport en commun lourd est le réseau de trains de banlieue KRL Commuterline qui dessert l'aire métropolitaine de Jakarta (Jabodetabek), capitale de l'Indonésie qui compte environ 30 millions d'habitants. Le réseau, qui comprend 6 lignes totalisant 415 kilomètres de voie sud-africaine (voie étroite) transporte environ 950 000 passagers chaque jour. Il dessert les villes périphériques de Bogor, Depok, Tangerang et Bekasi.
Après plusieurs décennies d'hésitation, plusieurs projets de réseau transport lourd ont été lancés au cours de la décennie 2010 et commencent à entrer en service :
- le métro de Jakarta est un métro lourd circulant sur voie sud-africaine qui doit comprendre à terme deux lignes (nord-sud et est-ouest) d'une longueur totale d'une centaine de kilomètres. Les travaux débutent en 2013[28]. Le premier tronçon de la première ligne allant du centre de Djakarta au sud de la ville est inauguré le 24 mars 2019[29]. Ce tronçon est en partie aérien et en partie souterrain. Il est desservi par des rames de six voitures ;
- le métro léger de Jakarta est un réseau de deux lignes circulant sur viaduc long de 42,1 kilomètres dont un premier tronçon long de 5,8 kilomètres[30] devrait être inauguré fin 2019[31] ;
- le métro léger du Grand Jakarta est un réseau de 83 km desservant l'agglomération en cours de construction. Le réseau dont le premier doit ouvrir vers 2021 sera desservi par des rames sans conducteur de six voitures.

Jakarta possède un réseau de bus et surtout de minibus, tels ceux de la Kopaja, de MetroMini ou des angkot (taxis collectifs). Depuis 2004, il existe un réseau de bus à haut niveau de service, le TransJakarta. Les taxis sont nombreux. Les prix sont bas et les véhicules en général en bon état.

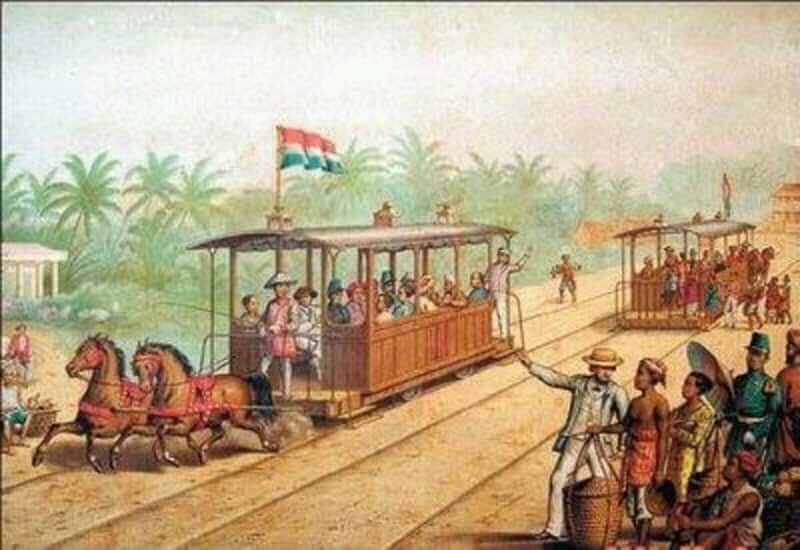
Un tramway à Batavia dans les années 1880.
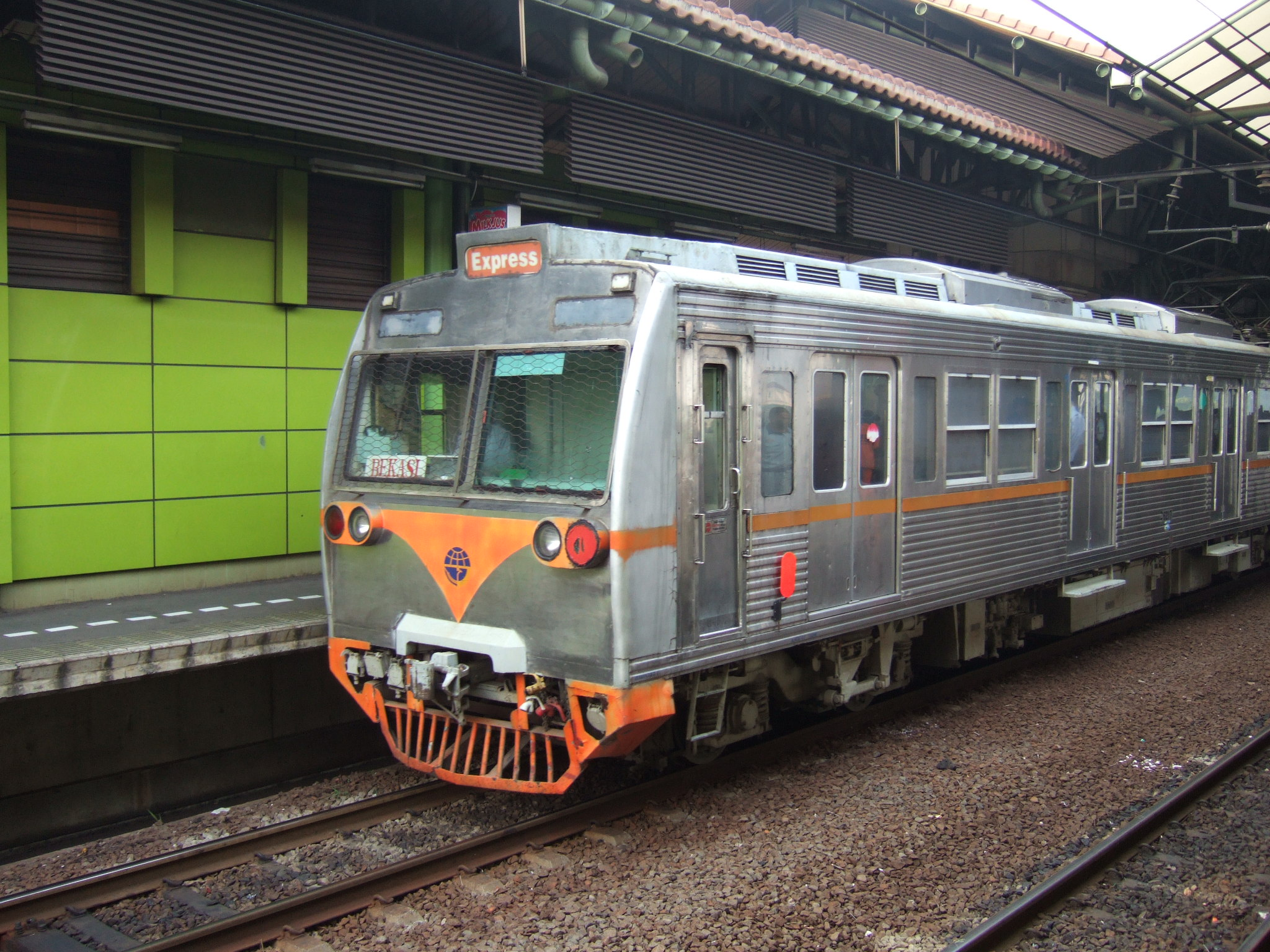
Le réseau de trains de banlieue KRL Jabotabek est en 2019 le seul système de transport en commun lourd déployé : ici la ligne de Bekasi.
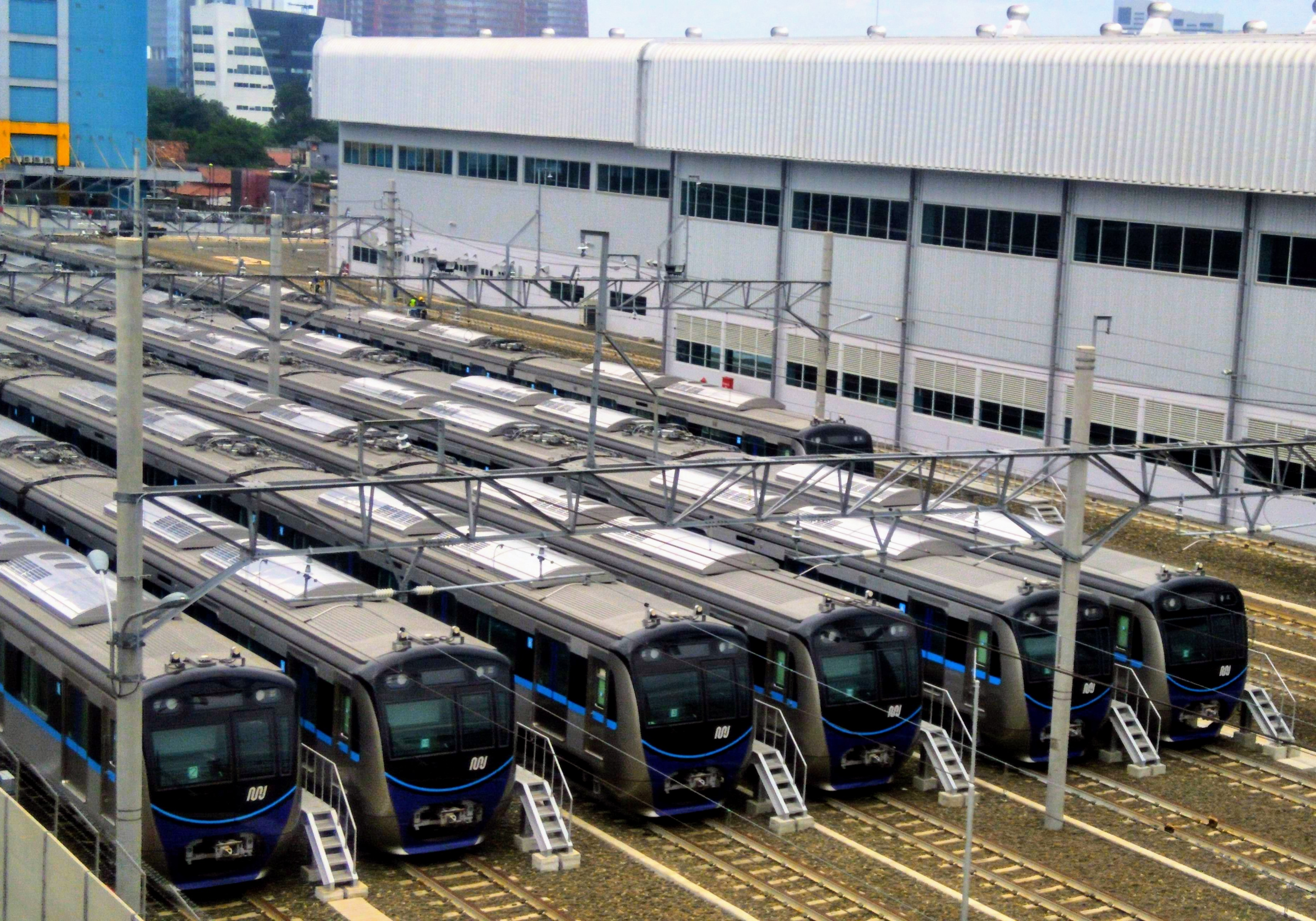
Dépôt de la ligne 1 du métro de Jakarta à Lebak Bulus.
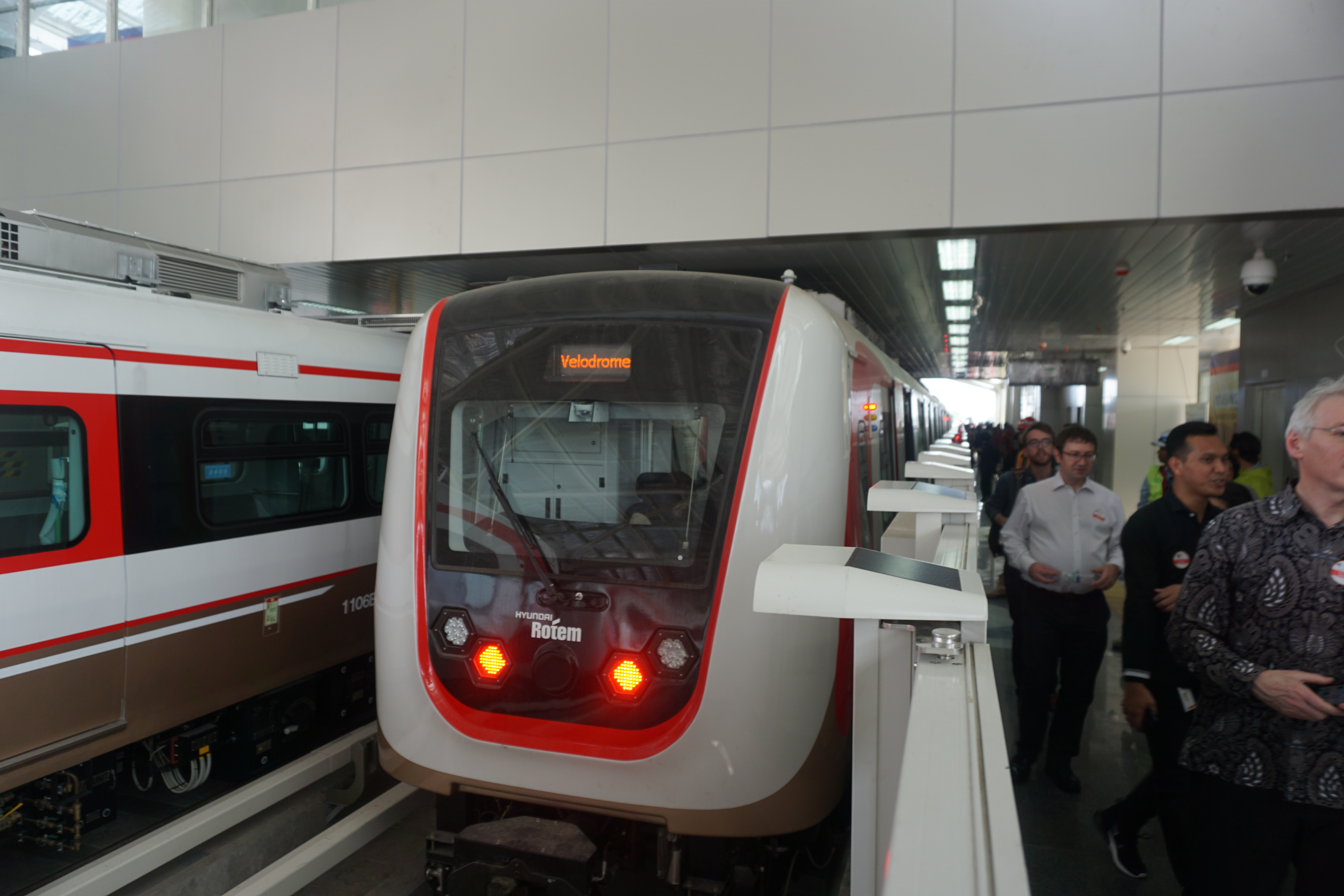
Le métro léger de Jakarta en rodage.

Jakarta a également inauguré en 2007 un système de transport fluvial urbain.

### Ferroviaire
Les principales gares de grandes lignes sont Gambir et Kota.

### Routier
La circulation dans la ville même est célèbre pour ses embouteillages quasi permanents sur les plus grosses artères de l'agglomération. Les plus petites rues sont elles aussi prises d'assaut par la population de 7 h à 10 h et de 17 h à 20 h.
La ville doit faire face à un fléau de taille : le manque de transports en commun. 60 % des habitants ont donc investi dans une voiture. Malgré une taxe embouteillages mise en place au début 2011, proportionnelle au nombre de véhicules possédés, les rues restent très encombrées six heures par jour.
Jakarta possède deux ceintures périphériques autoroutières à péage :
- une intérieure, la Lingkar Dalam Kota (« circulaire intérieure ») ;
- une extérieure, la Jalan Lingkar Luar Jakarta (« route circulaire extérieure de Jakarta ») ou en anglais Jakarta Outer Ring Road.

La ville est le cœur d'un réseau d'autoroutes dans les trois directions : vers l'ouest et le port de Merak, vers le sud et Bogor, vers l'est et Bandung.

### Aérien
L'aéroport international Soekarno-Hatta était en 2012 le 9e aéroport mondial en nombre de passagers, et le 3e aéroport asiatique derrière Pékin et Tokyo Haneda.
Vol 714 pour Sydney, une aventure de Tintin, parue en 1968, commence sur l'aéroport de Jakarta à l'époque, Kemayoran.

### Maritime
Le port de Tanjung Priok, situé à l'est de Jakarta, a été construit par les hollandais à la fin du XIXe siècle pour remplacer l'ancien port de Kalapa, devenu insuffisant pour accueillir un trafic croissant dû à l'ouverture du canal de Suez.

### Galerie

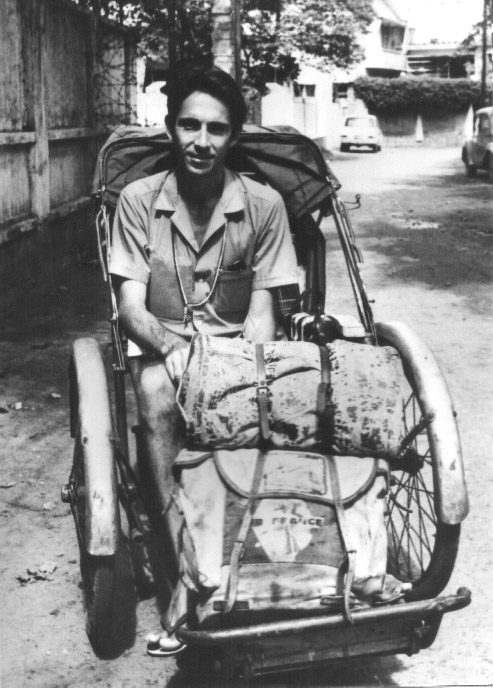
L'écrivain André Brugiroux dans un becak à Jakarta en 1970.
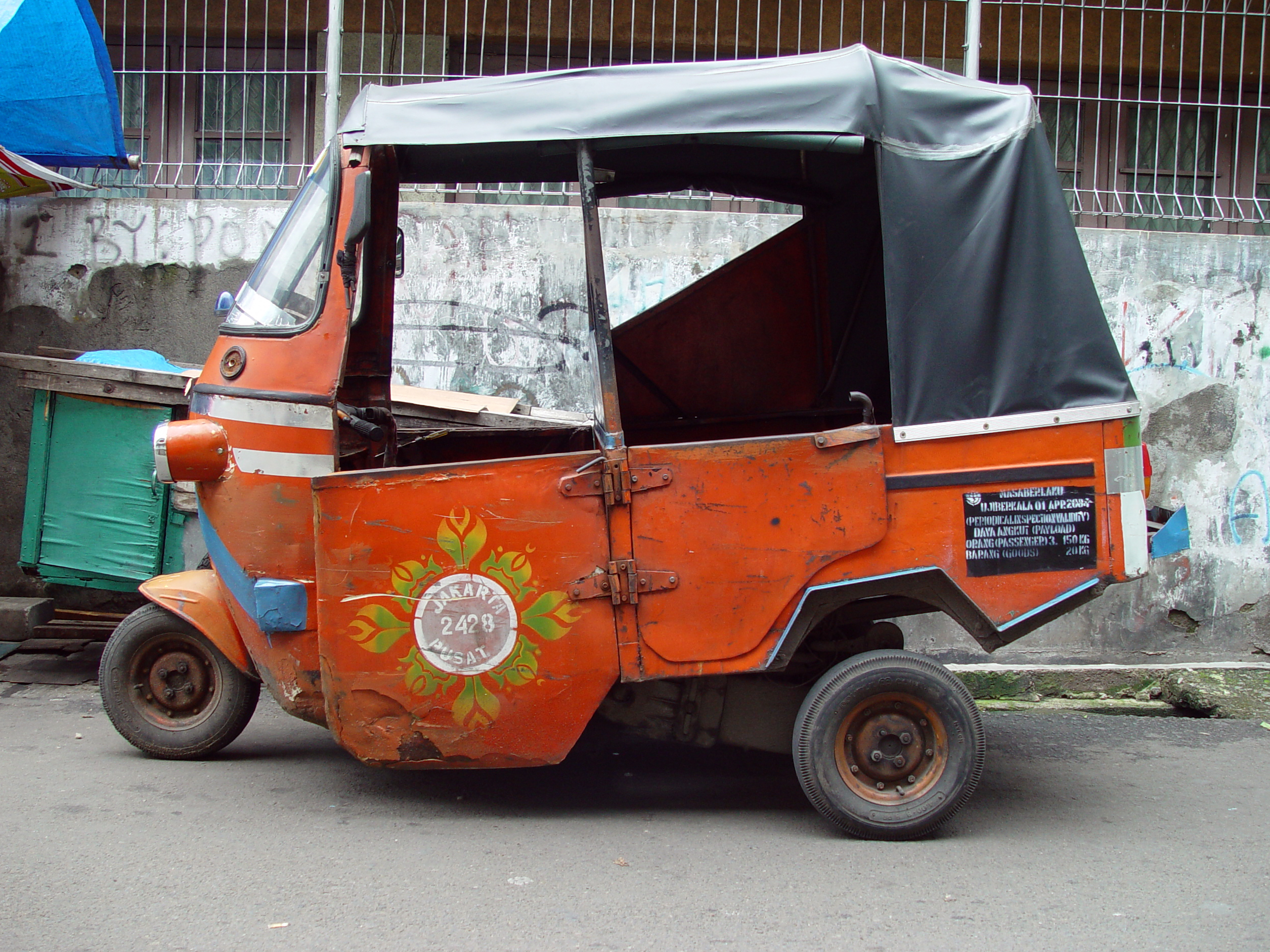
Un bajaj.
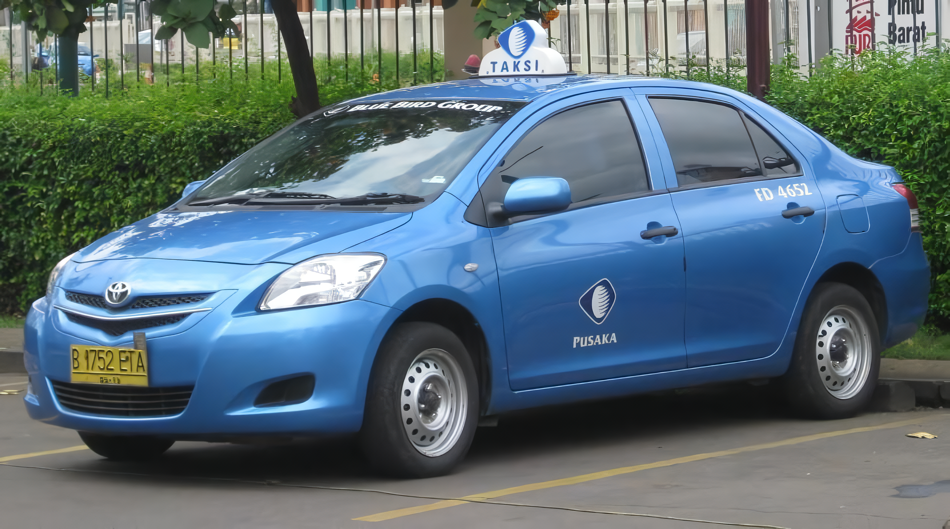
Un taxi de la compagnie Pusaka du groupe Bluebird.
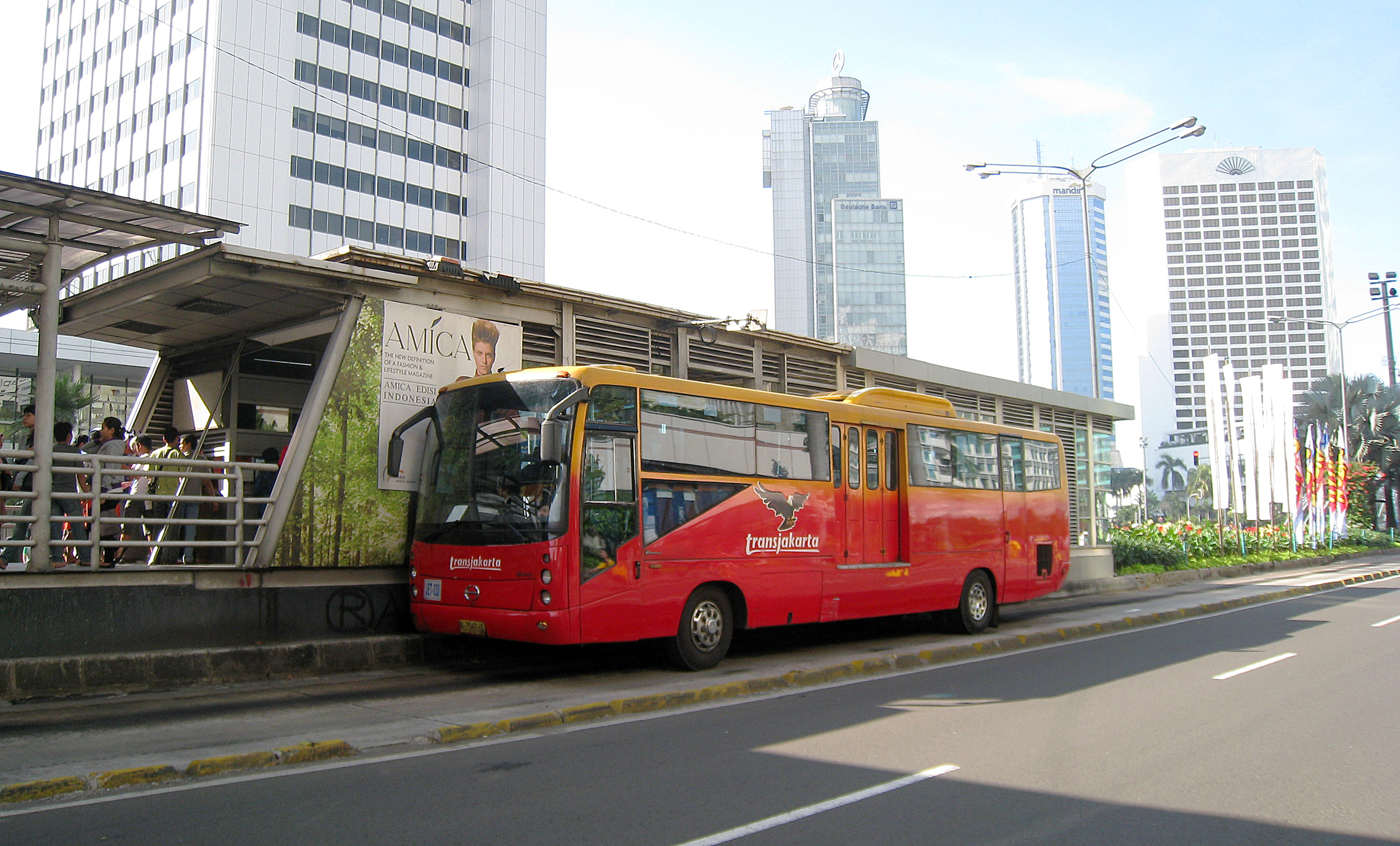
Le Transjakarta.
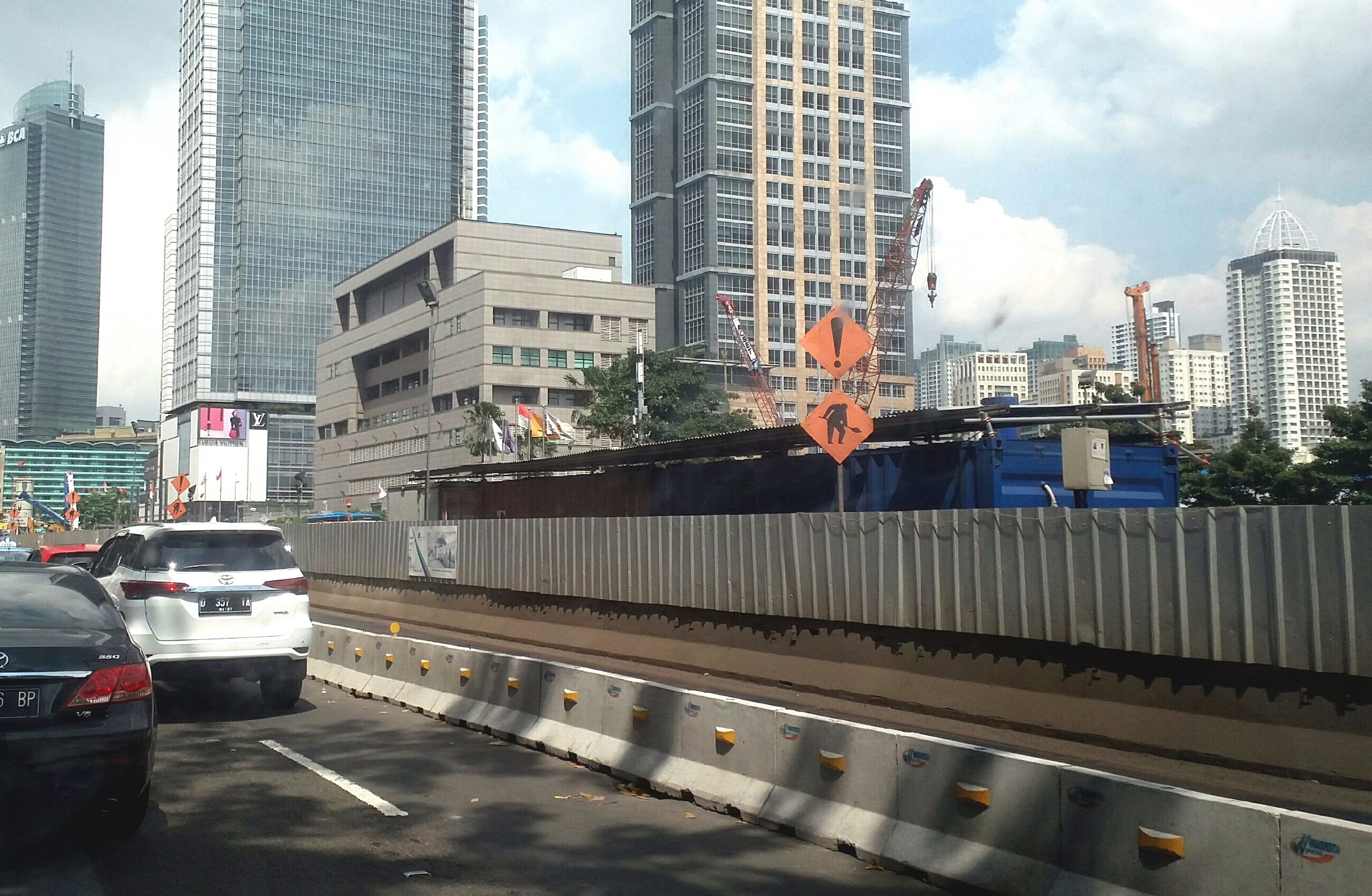
Chantier du métro de Jakarta sur la Jalan M. H. Thamrin.
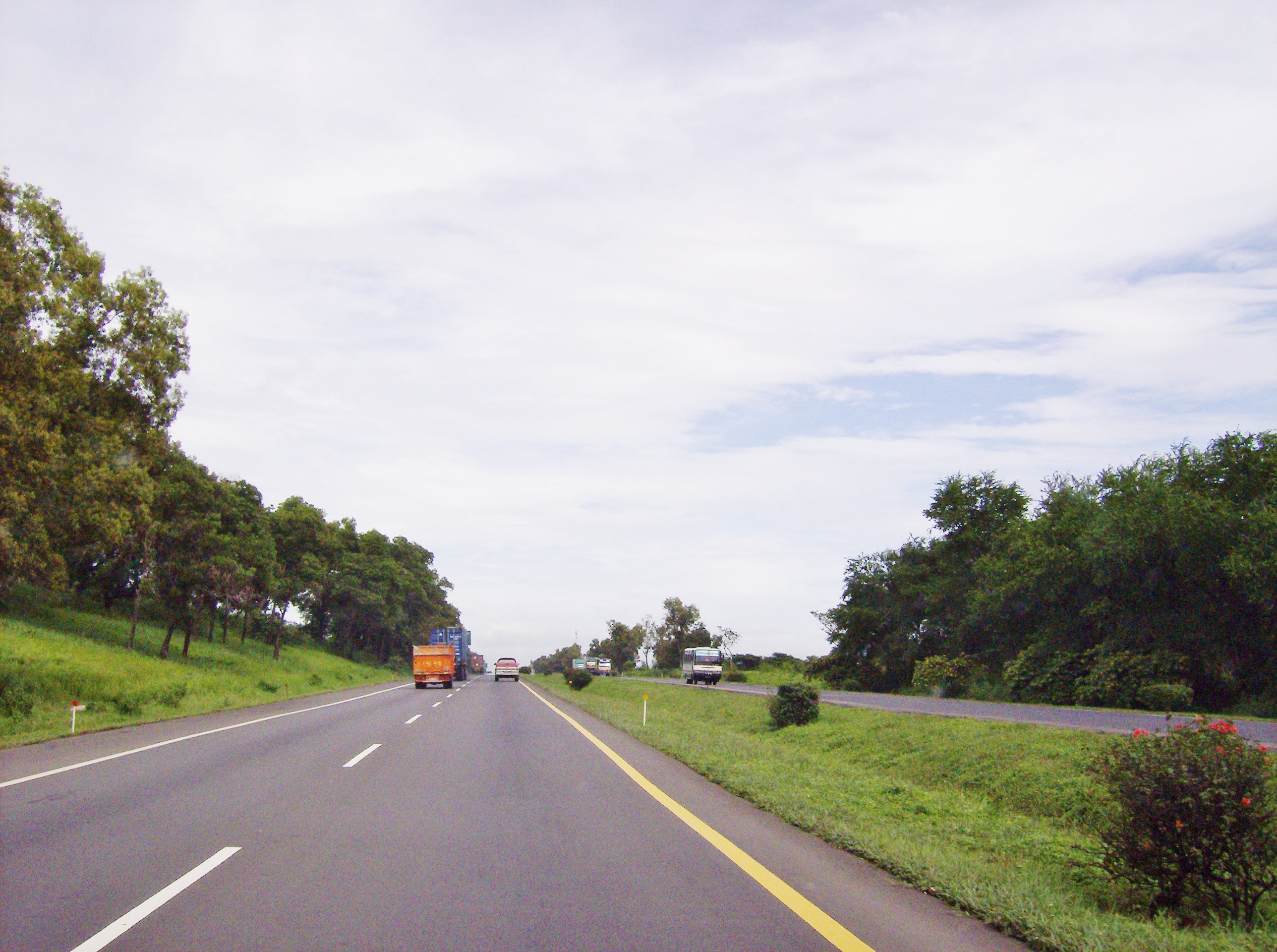
L'autoroute de Jakarta vers Cikampek à l'est.
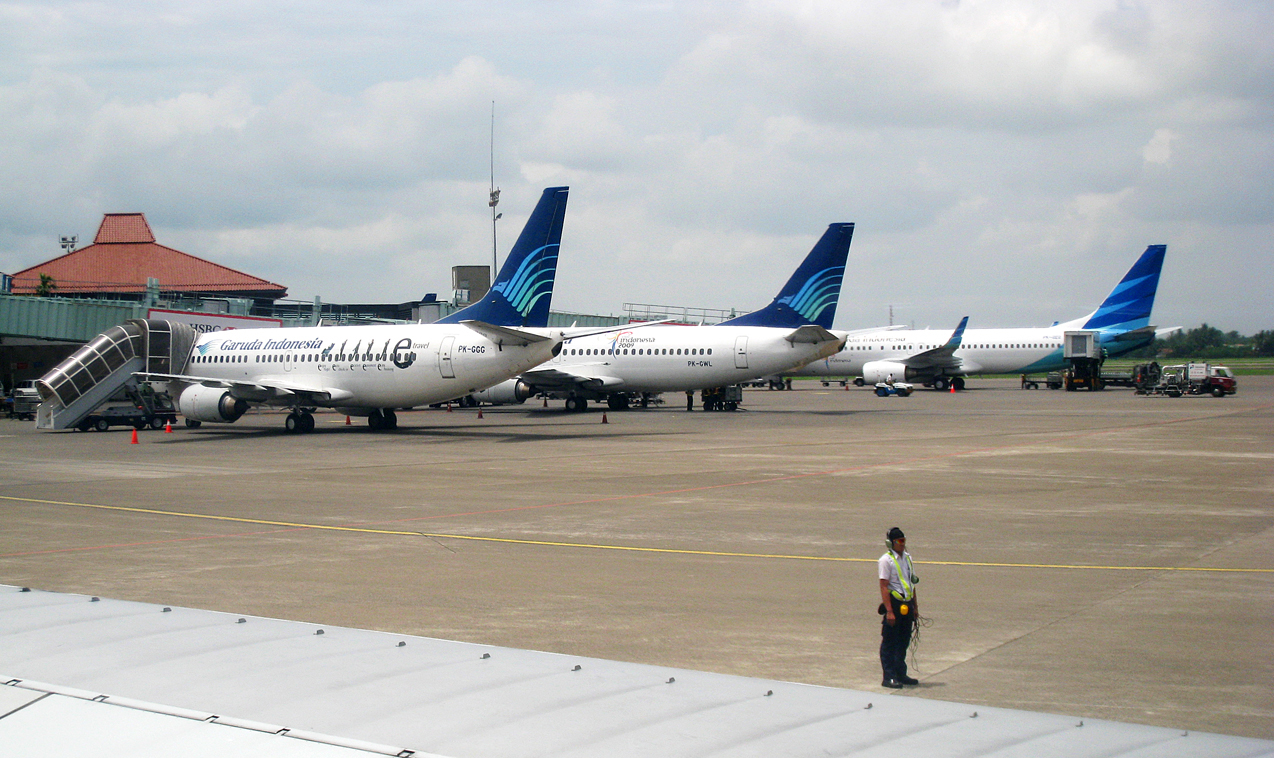
L'aérogare 2 de l'aéroport international Soekarno-Hatta.
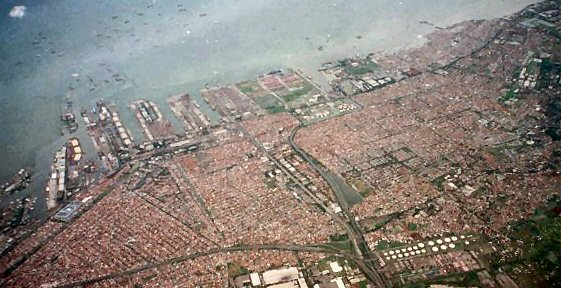
Vue aérienne du port de Tanjung Priok.

## Culture et tourisme

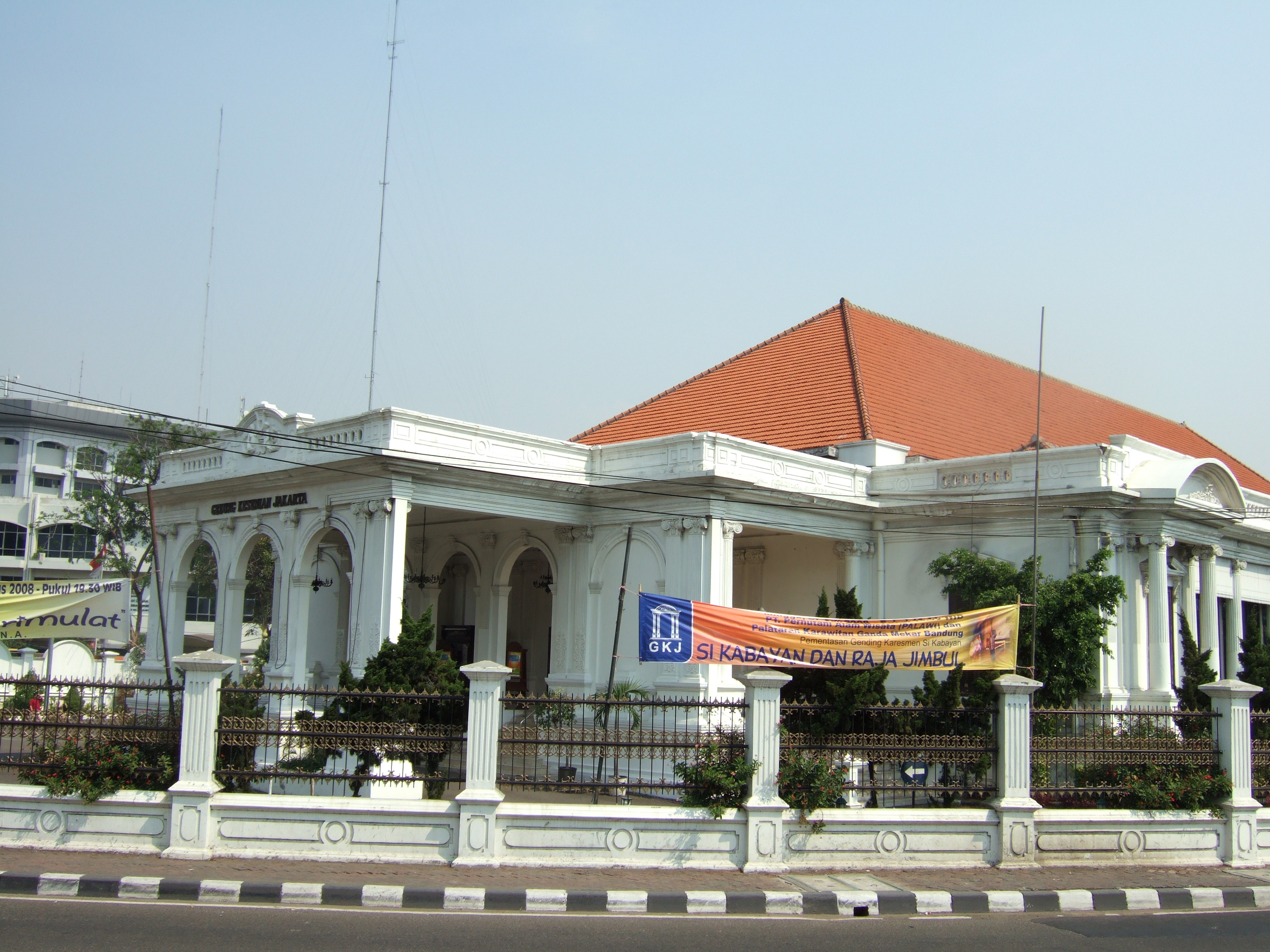
Le Gedung Kesenian.

### Spectacles et concerts
- Le Gedung Kesenian, le plus ancien théâtre de Jakarta.
- Le centre culturel et parc scientifique Taman Ismail Marzuki.

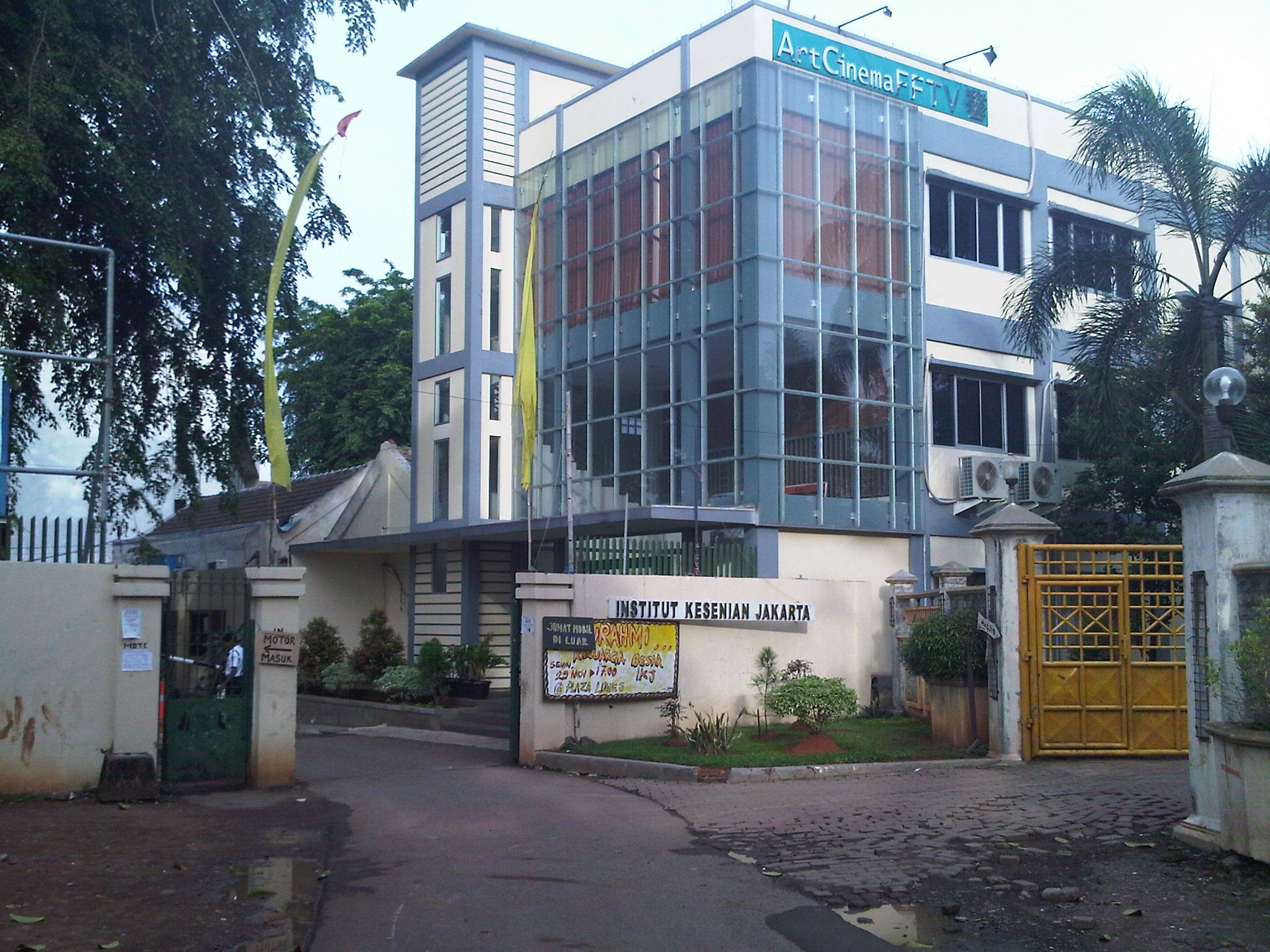
L'Institut Kesenian Jakarta (Institut des Arts de Jakarta) au Taman Ismail Marzuki

- L'Aula Simfonia Jakarta, une salle de concert de 1 200 places dans le quartier de Kemayoran, inauguré en 2009. Cette salle possède le plus grand orgue d'Indonésie, fabriqué par Casavant Frères.

### Musées
- Monas (Monument National) trônant au centre de la place Merdeka, la plus grande place publique du monde avec 1 km2.
- Taman Impian Jaya Ancol.
- Taman Mini Indonesia Indah.
- Zoo de Ragunan.
- Musée national d'Indonésie (Museum Nasional).
- Musée du wayang.
- Musée du textile.
- Musée d'Art moderne et contemporain de Nusantara (en anglais Museum of Modern and Contemporary Art in Nusantara ou MACAN).

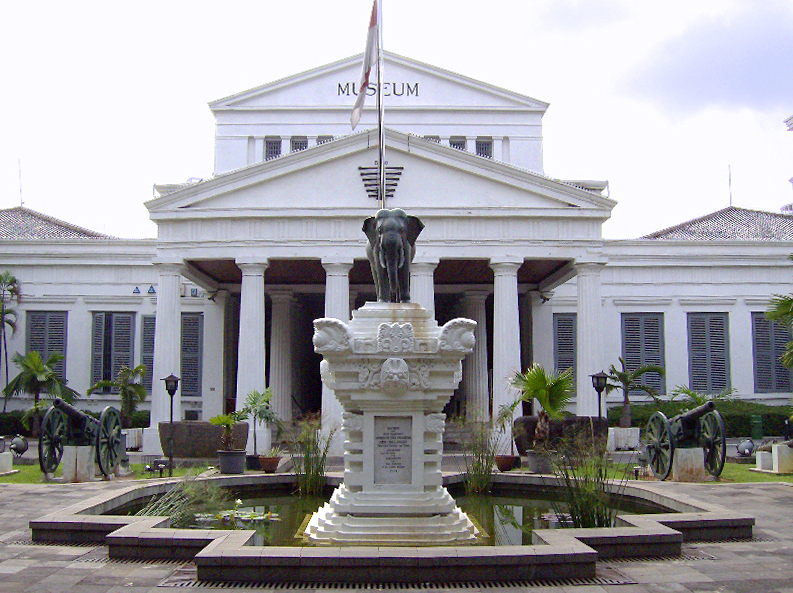
Le Museum Nasional.
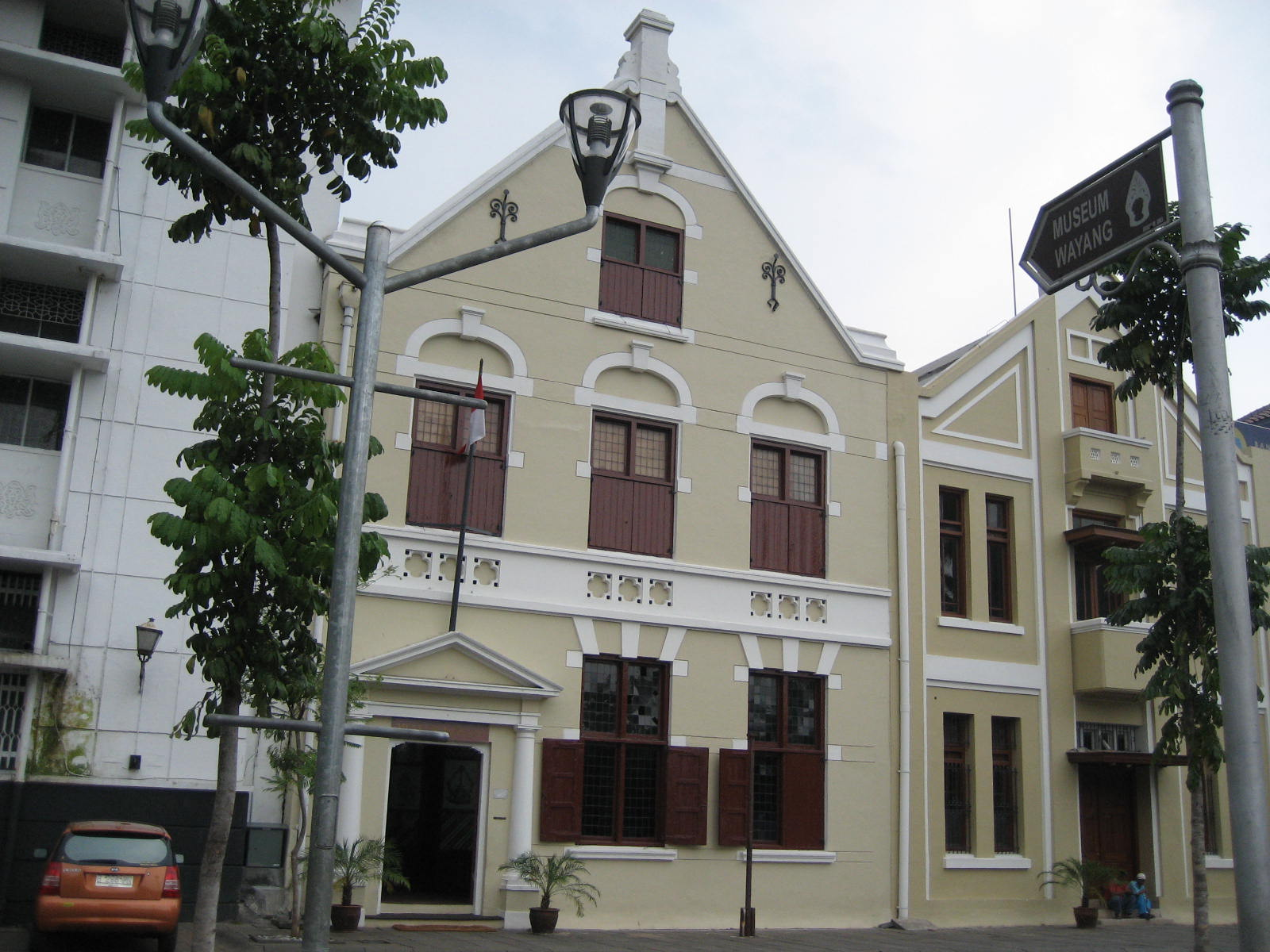
Le Musée du wayang.
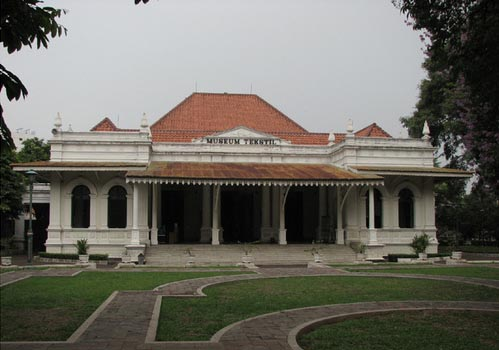
Le Museum Tekstil.

### «Villages culturels»
Au cœur de la métropole embouteillée et polluée qui offre peu d'espaces publics qu'est Jakarta, il existe des lieux où les habitants s'efforcent de préserver leur identité betawi ou « bataviens » (Jakartanais de souche). Ils donnent une idée de ce que sont la culture, l'art et l'architecture locaux.
- Setu Babakan (Jakarta-Sud) : dans le cadre d'un programme du gouvernement de Jakarta lancé en 2000, des habitants de ce quartier ont reçu des aides pour rénover leur maison ou la décorer avec des éléments traditionnels comme les sculptures de toit gigi balang (« dents de sauterelles ») ou le langkan, c'est-à-dire la véranda de devant. Des spectacles culturels traditionnels ont lieu le week-end.
- Tugu (Jakarta-Nord) : au XVIIe siècle, une population originaire de Malacca s'est installée dans la campagne à l'est de ce qui s'appelait alors Batavia. Malacca avait été conquise par les Portugais en 1511 et cette population parlait portugais. La Compagnie néerlandaise des Indes orientales les avait fait venir comme esclaves à Batavia puis les avait affranchis. Leurs descendants habitent le village de Tugu. Tugu s'efforce de préserver sa tradition de keroncong, un genre musical aux accents mélancoliques. Depuis 2009, chaque 22 juin, date décrétée anniversaire de Jakarta, qui outre le keroncong, propose des spécialités culinaires betawi.
- Kampung Batik (Jakarta Sud) : créé en 2011, Kampung Batik (« le village du batik ») abrite des artisans de batik. Le Sanggar Batik Cantingku est un atelier où l'on emmène les enfants le week-end.

En dehors de Jakarta mais dans son voisinage immédiat, on trouve également des villages traditionnels :
- Cina Benteng (Tangerang, province de Banten) : ce nom désigne une communauté d'origine chinoise installée dans une région à l'ouest de Batavia où les Hollandais avaient construit un fort (benteng) destiné à surveiller le sultanat de Banten ;
- Pasir Eurih (Bogor, province de Java occidental) : on y trouve de nombreuses maisons traditionnelles sundanaises. On y célèbre chaque année, à l'époque des moissons, le Seren Taun (nouvel an sundanais). On y donne également des spectacles de pencak-Silat (art martial indonésien).

### Hôtels
- Raffles Hotel est un gratte-ciel de 253 mètres construit en 2015.

## Personnalités liées à Jakarta
- Anggun (1974), née à Jakarta, chanteuse franco-indonésienne.
- Chairil Anwar (1922-1949), mort à Jakarta, poète.
- Leila Chudori (1962-), née à Jakarta, journaliste et femme de lettres.
- Hadidjah (1923-2013), morte à Jakarta, actrice de cinéma.
- Jacob Jansz. Coeman (1632-1676), mort à Jakarta, peintre hollandais.
- Chris John (1979-), né à Jakarta, boxeur, champion du monde des poids plumes WBA en 2004.
- Djuanda Kartawidjaja (1911-1963), mort à Jakarta, premier ministre d'Indonésie.
- Koentjaraningrat (1923-1999) mort à Jakarta, ethnologue.
- Tita Larasati (1972-), dessinatrice industrielle et dessinatrice de bande dessinée.
- Mochtar Lubis (1922-2004), mort à Jakarta, journaliste et homme de lettres.
- Le Père Yusuf Bilyarta Mangunwijaya (1929-1999), mort à Jakarta, homme d'Église et homme de lettres.
- Mohamad Mochtar (1918-1981), mort à Jakarta, acteur.
- Mari Pangestu (1956-), femme politique.
- Poncke Princen (1925-2002), mort à Jakarta, résistant anti-nazi néerlandais et militant des droits de l'homme.
- A. Rafiq (1948-2013), mort à Jakarta, chanteur dangdut indonésien.
- Roekiah (1917-1945), morte à Jakarta, chanteuse de keroncong et actrice de cinéma.
- Marie Beatrice Schol-Schwarz (1898-1969), botaniste néerlandaise.
- Rob Slotemaker (1929-1979), né à Jakarta, pilote automobile néerlandais.
- Soeharto (1921-2008), mort à Jakarta, militaire et dictateur.
- Soekarno (1901-1970), mort à Jakarta, premier président de la république d'Indonésie.
- Bernard Stevens (1956), né à Jakarta, philosophe et traducteur belge.
- Benyamin Sueb (1939-1995), mort à Jakarta, chanteur, acteur et réalisateur indonésien.
- Dorce Gamalama (1963-2022), femme transgenre indonésienne, chanteuse pop, actrice, présentatrice et comédienne.
- Olga Syahputra (1983-2015), né à Jakarta, acteur, humoriste et animateur indonésien.
- Erick Thohir (1970), né à Jakarta, homme d'affaires indonésien.
- Iko Uwais (1983-), né à Jakarta, acteur et un artiste martial indonésien.
- Abdurrahman Wahid (1940-2009), mort à Jakarta, religieux musulman et homme politique, quatrième président de la république d'Indonésie.
- Juana Wangsa Putri (1977-), née à Jakarta, taekwondoïste indonésienne.
- Pierre Poivre (1719-1786), botaniste français, « les voyages d’un philosophe » (1797 edition Fuchs Paris)
- Nevi Zuairina, née à Jakarta, femme politique.
- Markis Kido (1984-2021), joueur de badminton indonésien.
- Rini Fatimah Zaelani (1982-), chanteuse et actrice indonésienne.

## Éducation

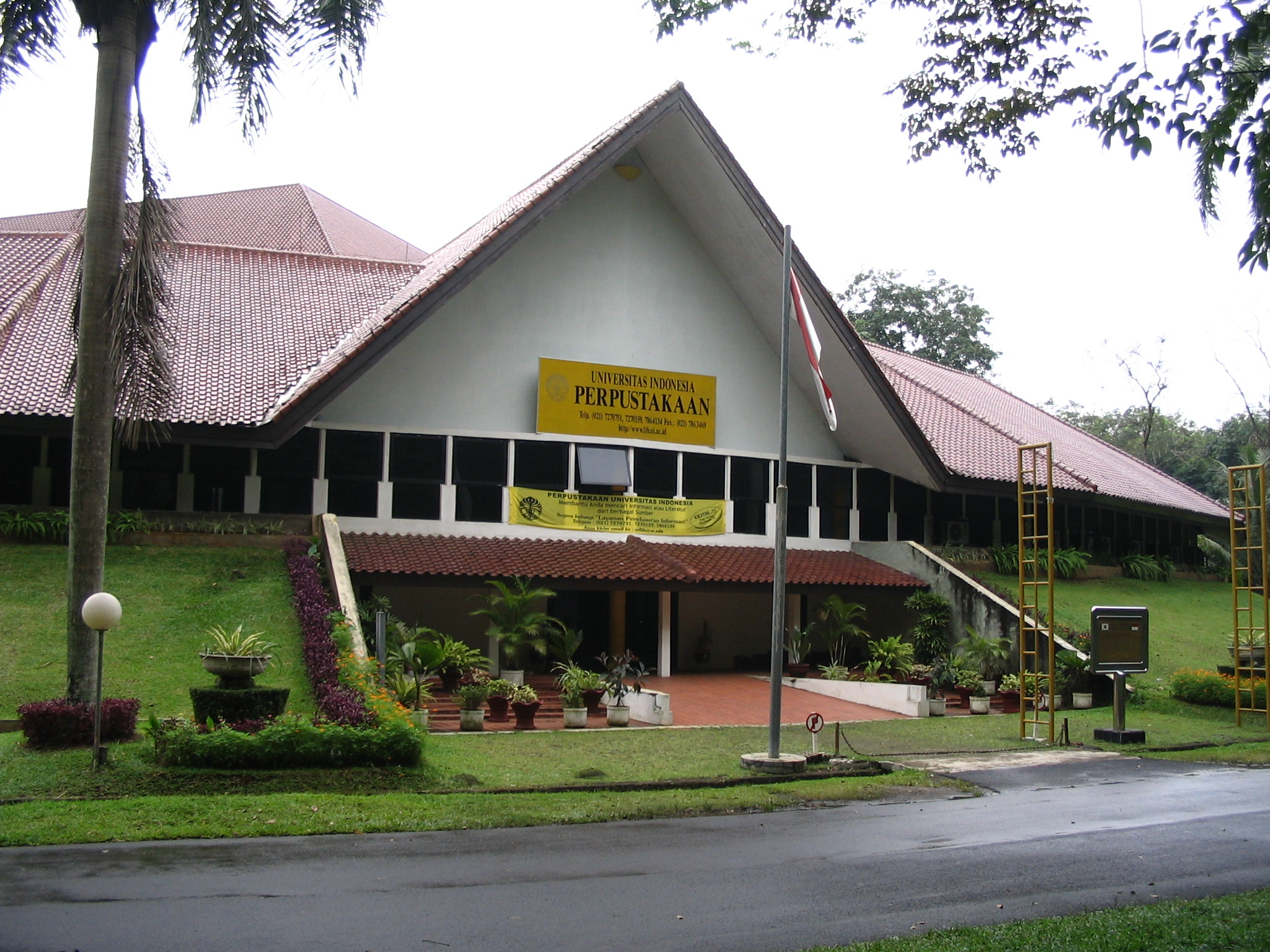
L'université d'Indonésie.

Jakarta possède de nombreuses universités. Les principales sont :
- l’université d'Indonésie gouvernementale (campus principal à Depok) ;
- l’université Trisakti privée catholique ;
- l’université catholique Atma Jaya privée.

C'est à Trisakti qu'a eu lieu la fusillade qui, tuant quatre étudiants, devait provoquer les émeutes qui ont amené à la démission du président Soeharto en mai 1998.

## Cultes

Mosquée Jakarta

Jakarta possède la plus grande mosquée d'Asie du Sud-Est, la mosquée Istiqlal.
La ville est le siège de l'Archidiocèse de Jakarta dont la cathédrale est la cathédrale Sainte-Marie de l'Assomption de Jakarta. Depuis le 28 juin 2010, l’archevêque est Mgr Ignatius Suharyo Hardjoatmodjo. C'est également le siège de l'Église protestante en Indonésie.
La ville possède aussi plusieurs temples hindous, et des temples bouddhistes et taoïstes chinois.

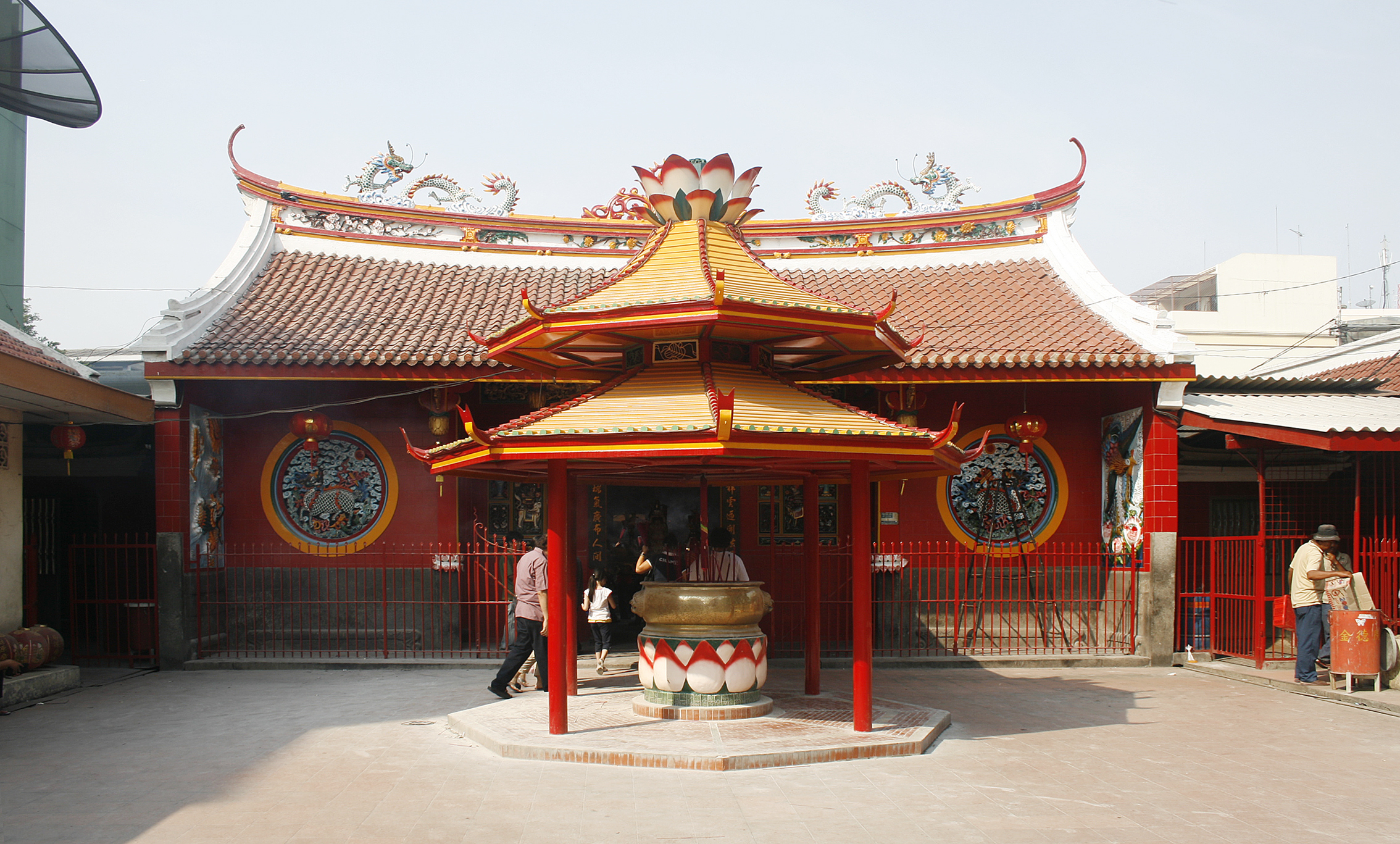
Le temple chinois Jin De Yuan à Glodok.
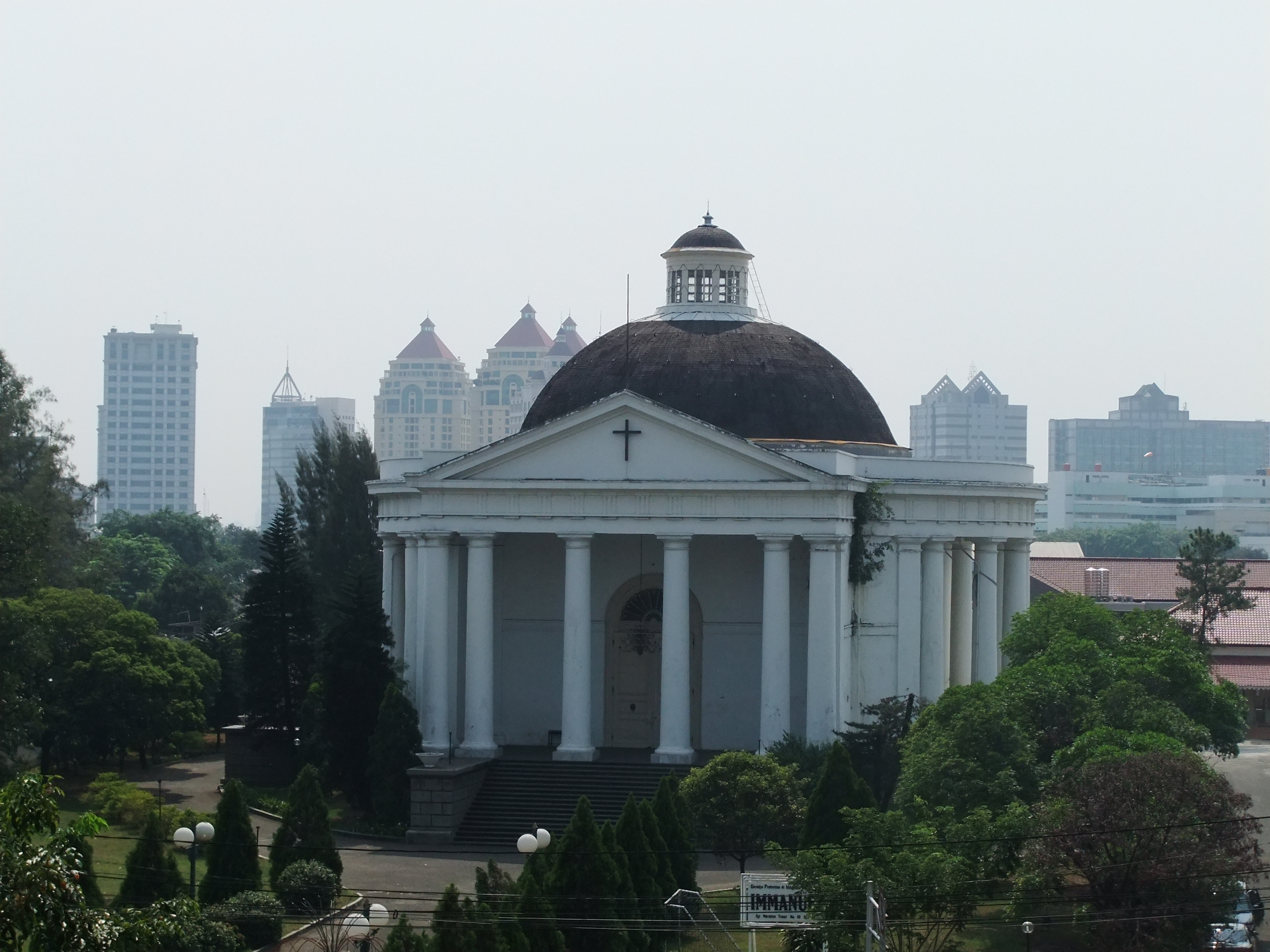
L'Église réformée Emmanuel de Jakarta.

## Jumelages
- Casablanca (Maroc)
- Djeddah (Arabie saoudite)
- Navi Mumbai (Inde)
- Tokyo (Japon)
- Berlin (Allemagne)
- Séoul (Corée du Sud)

## Dans la culture populaire
- Une mission du jeu vidéo Tom Clancy's Splinter Cell: Pandora Tomorrow se déroule à Jakarta.
- Le film The Raid se déroule à Jakarta.